# Honda Stepwgn
Honda Stepwgn — минивэн, выпускающийся японской компанией Honda с 1996 года. В отличие от Odyssey и Stream, автомобиль имеет более высокую вертикальную теплицу и вмещает в себя восемь человек (вместо семи). У первых двух поколений одна дверь со стороны водителя и две со стороны пассажиров.
Конкурентами автомобиля являются Nissan Serena, Toyota Noah, Mitsubishi Delica и Mazda Biante (ранее).

## Первое поколение (RF1/2; 1996)
Первое поколение Honda Stepwgn дебютировало в 1995 году на Токийском автосалоне под кодовым обозначением F-MX. Продажи стартовали 8 мая 1996 года в Японии. В то время у большинства японских минивэнов двигатель обычно устанавливался под кабиной. Stepwgn использовал более традиционную двухкамерную компоновку и был основан на Civic для снижения затрат (от 1548000 до 2368000 иен). Со стороны пассажира была установлена сдвижная дверь. Для повышения рентабельности были приняты дополнительные меры по снижению затрат, такие как наличие 2,0-литрового рядного четырёхцилиндрового двигателя B20B мощностью 91,9 кВт (125 л. с.) в паре с четырёхступенчатой автоматической трансмиссией. В конструкции было уменьшено применение стальных панелей и деталей.
В августе 1997 года в автомобили были встроены антиблокировочная система, двойные подушки безопасности SRS и ряд удобных функций. Продажи начались в августе 1997 года в сетях Honda Primo, Verno и Clio.
Stepwgn Almas, название которого произошло от испанского слова alma (сердце; душа), оснащён пандусом для пожилых людей и лиц с ограниченными физическими возможностями.
Кемпер Stepwgn Field Deck с выдвижной палаткой и корпусом из композитной арматуры продавался у японских дилеров Honda с января 1998 года.

В мае 1999 года Honda Stepwgn прошёл рестайлинг. Изменения коснулись фар. Задний номерной знак был опущен.

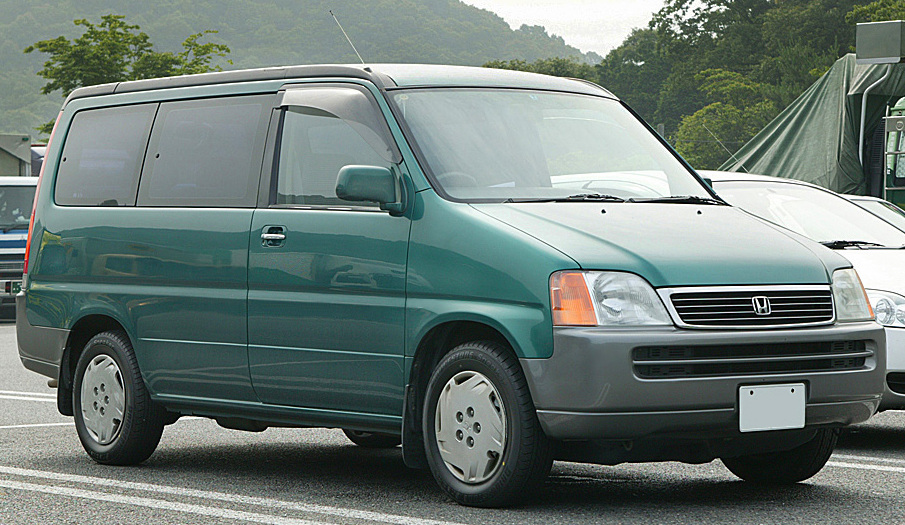
Вид спереди
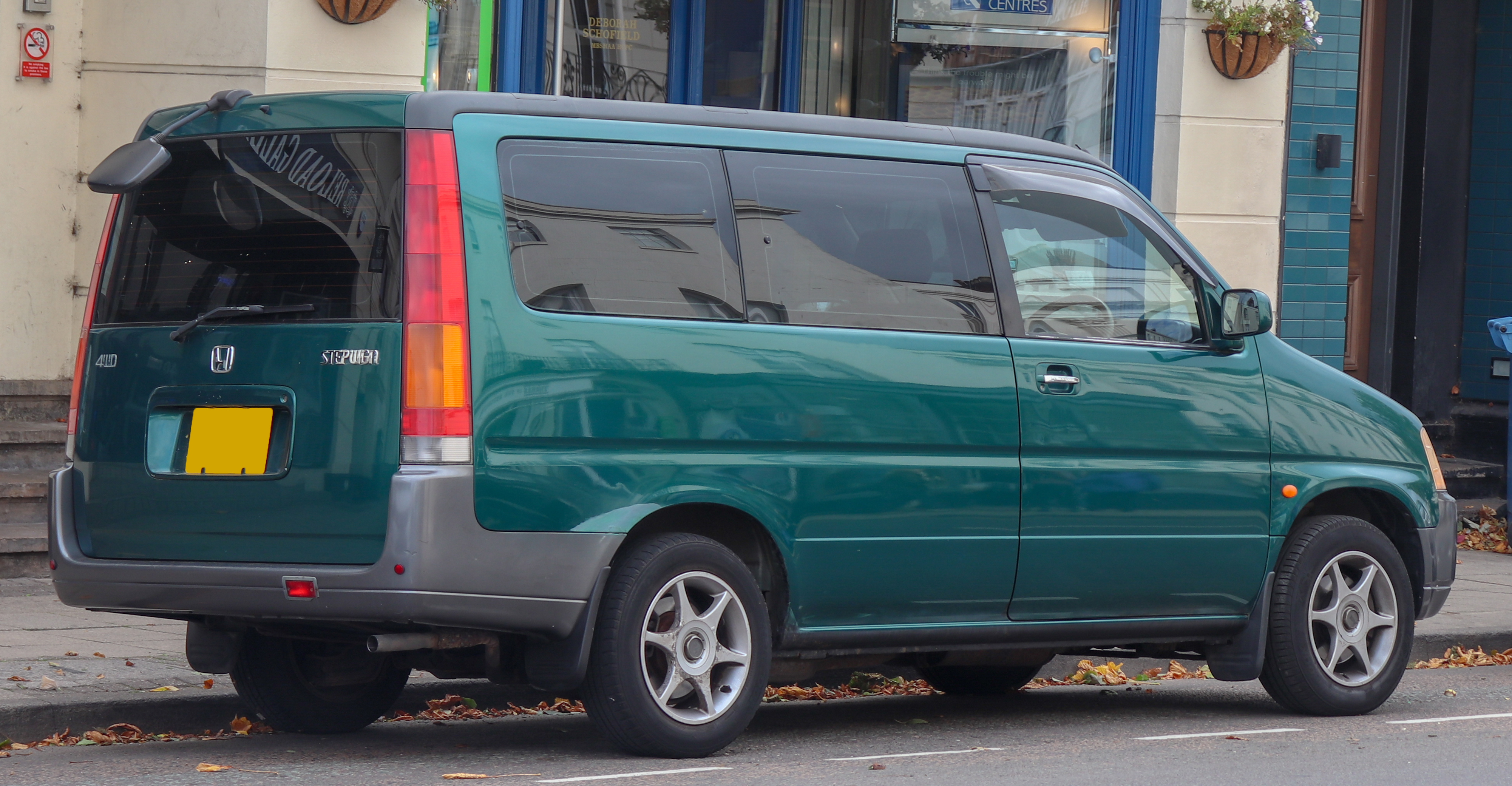
Вид сзади
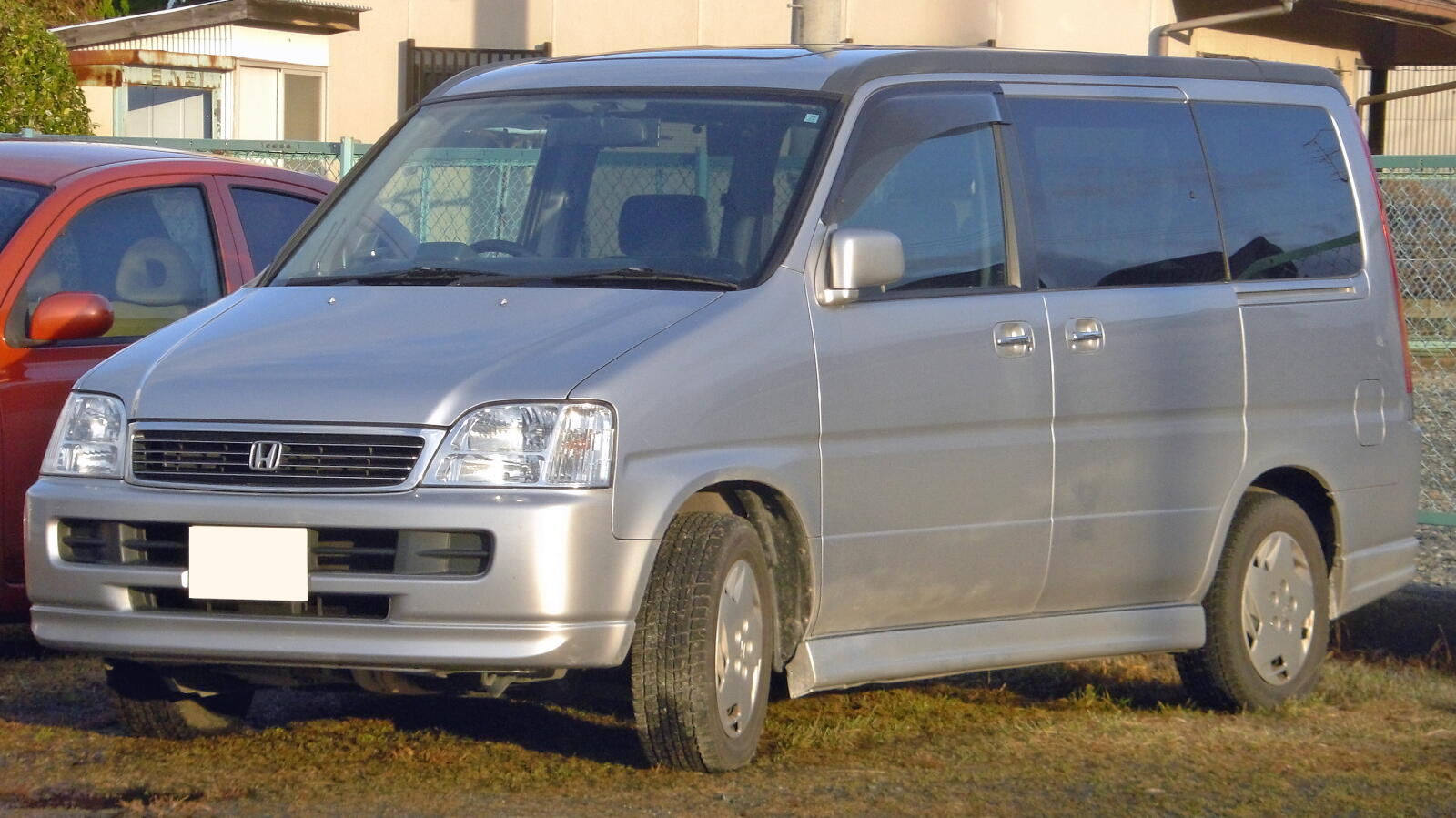
Фейслифтинг передней части
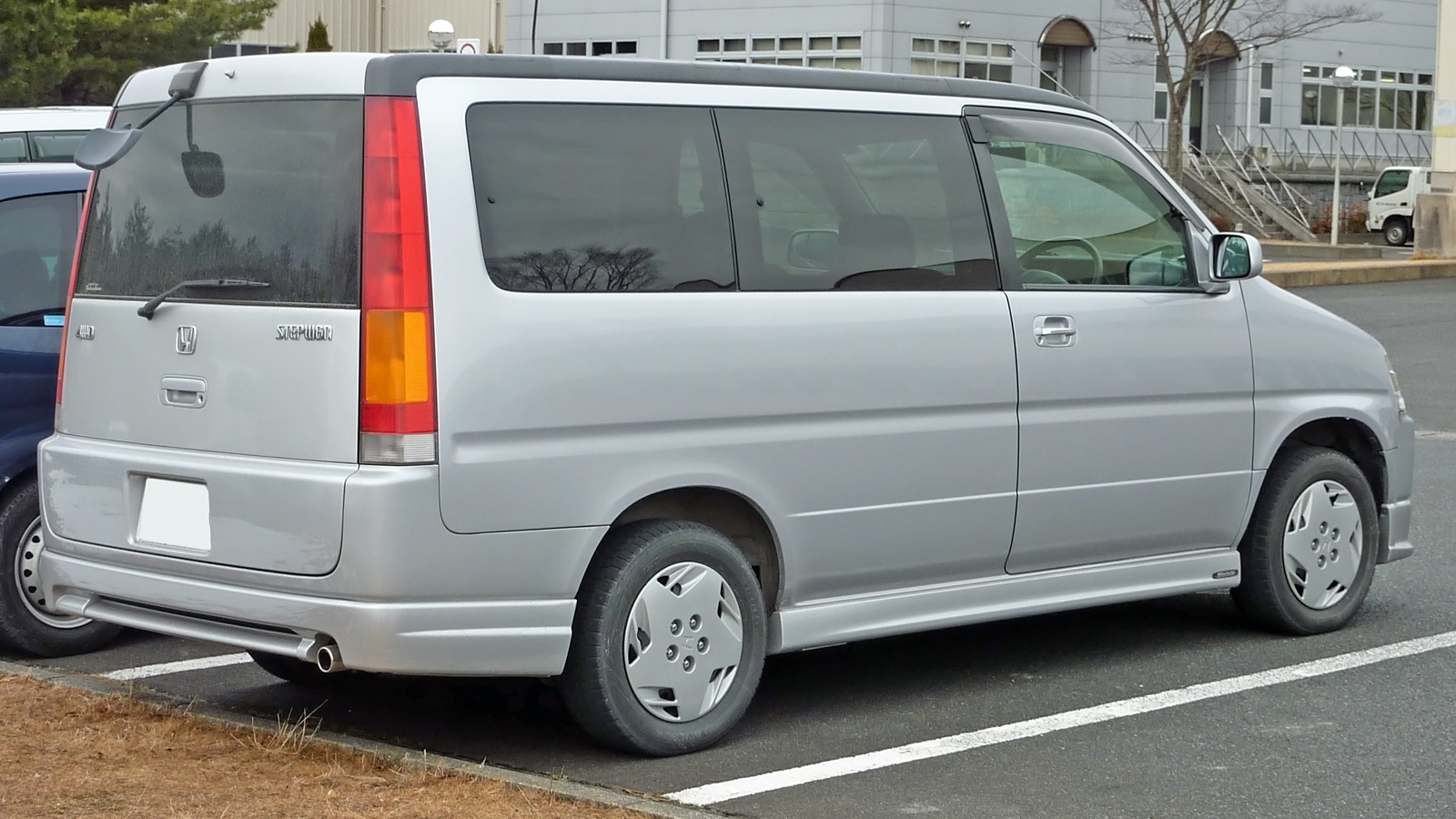
Фейслифтинг задней части

## Второе поколение (RF3/4/5/6/7/8; 2001)
Второе поколение Stepwgn дебютировало в апреле 2001 года на 35-м Токийском автосалоне. Его дизайн ориентирован на семьи с детьми. Было доступно 4 варианта расположения сидений: «игровой режим» (друг напротив друга), «режим приёма пищи», «режим сна» и «грузовой режим» (при котором складывается второй ряд сидений). 2,0-литровый двигатель K20A i-VTEC развивает мощность 117,7 кВт (157,8 л. с.), что улучшает как ходовые качества, так и топливную экономичность.  Некоторые детали были усилены для дальнейшего улучшения ходовых качеств.
11 июня 2001 года начались продажи версий Stepwgn Almas с возможностью подъёма первого ряда пассажирских сидений.
В июне 2003 года Stepwgn второго поколения прошёл фейслифтинг. Изменения коснулись как передней, так и задней части. Также была представлена версия Spada со слегка изменённым дизайном крыльев. В моторную гамму был добавлен 2,4-литровый двигатель K24A i-VTEC мощностью 119,2 кВт (159,8 л. с.). Транспортное средство было представлено на 37-м Токийском автосалоне.

За первые 6 месяцев 2004 года в Японии было продано в общей сложности 24389 единиц Stepwgn.

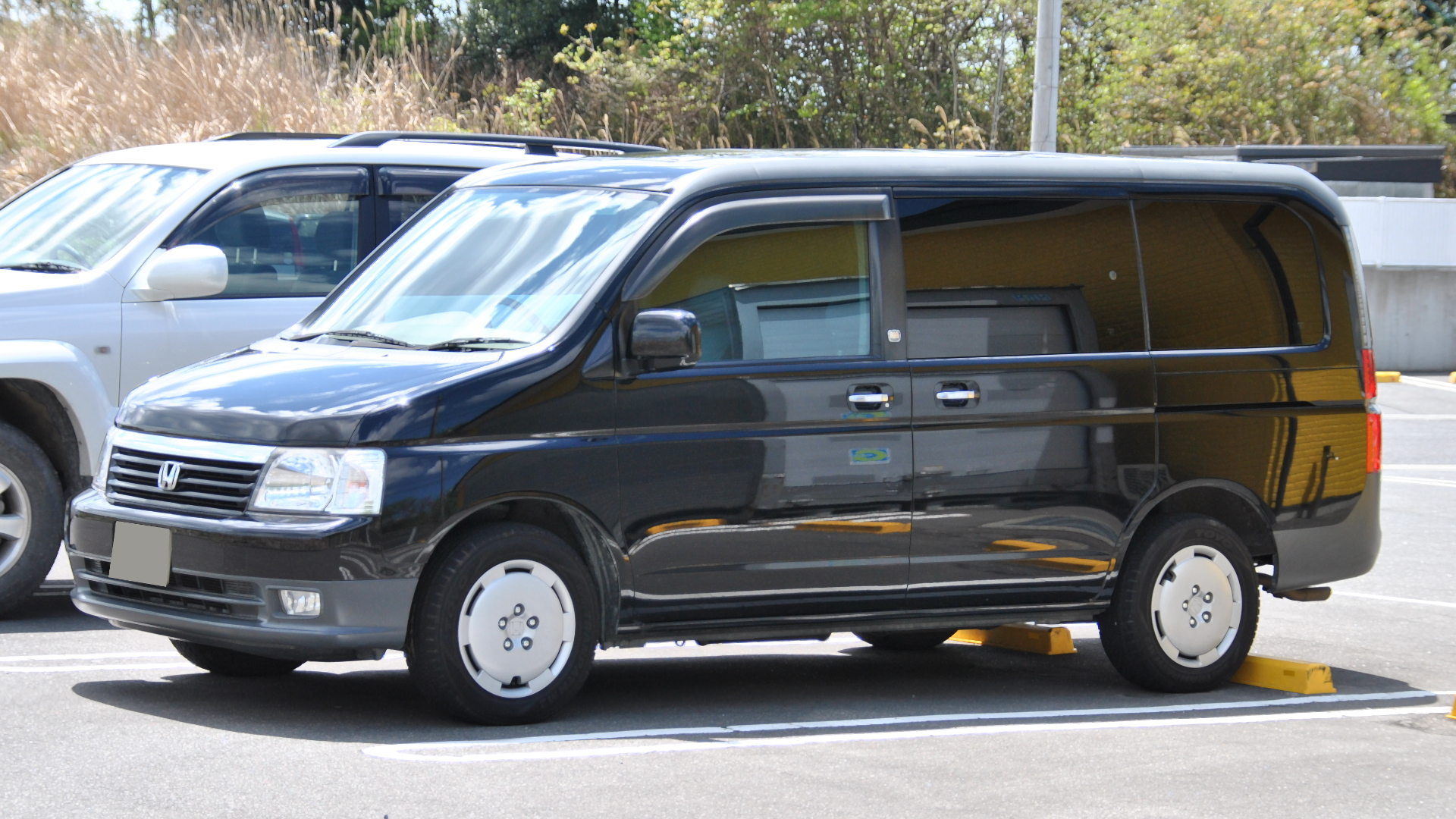
Вид спереди
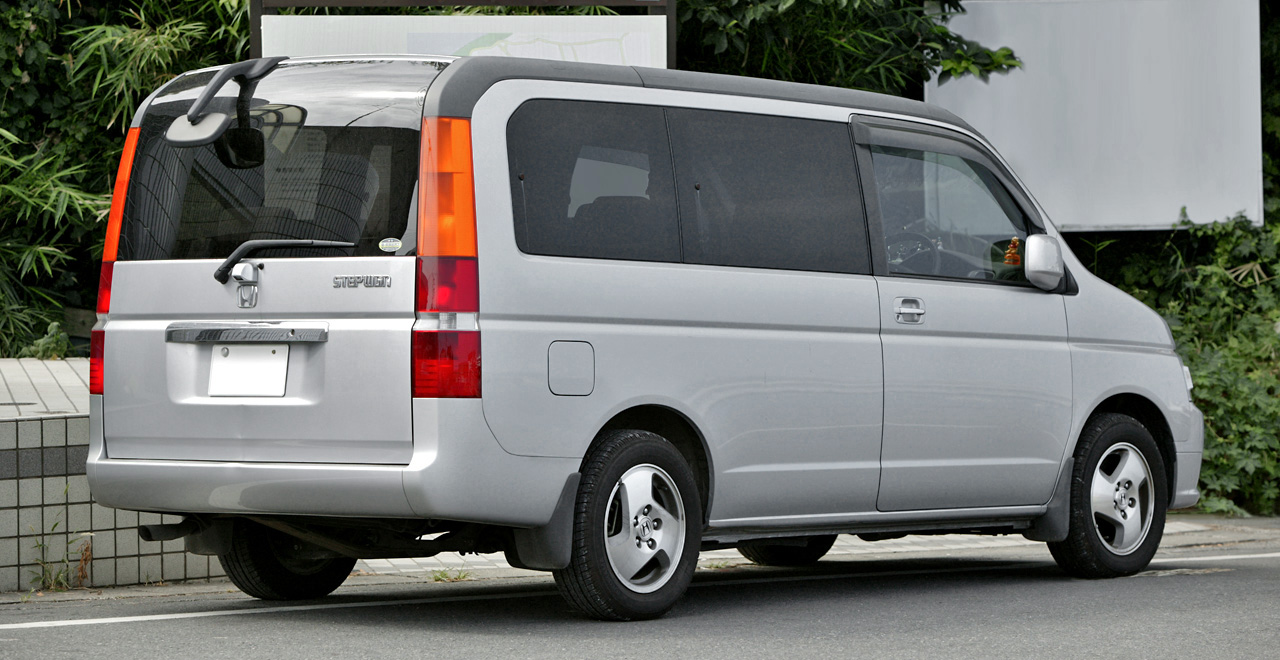
Вид сзади
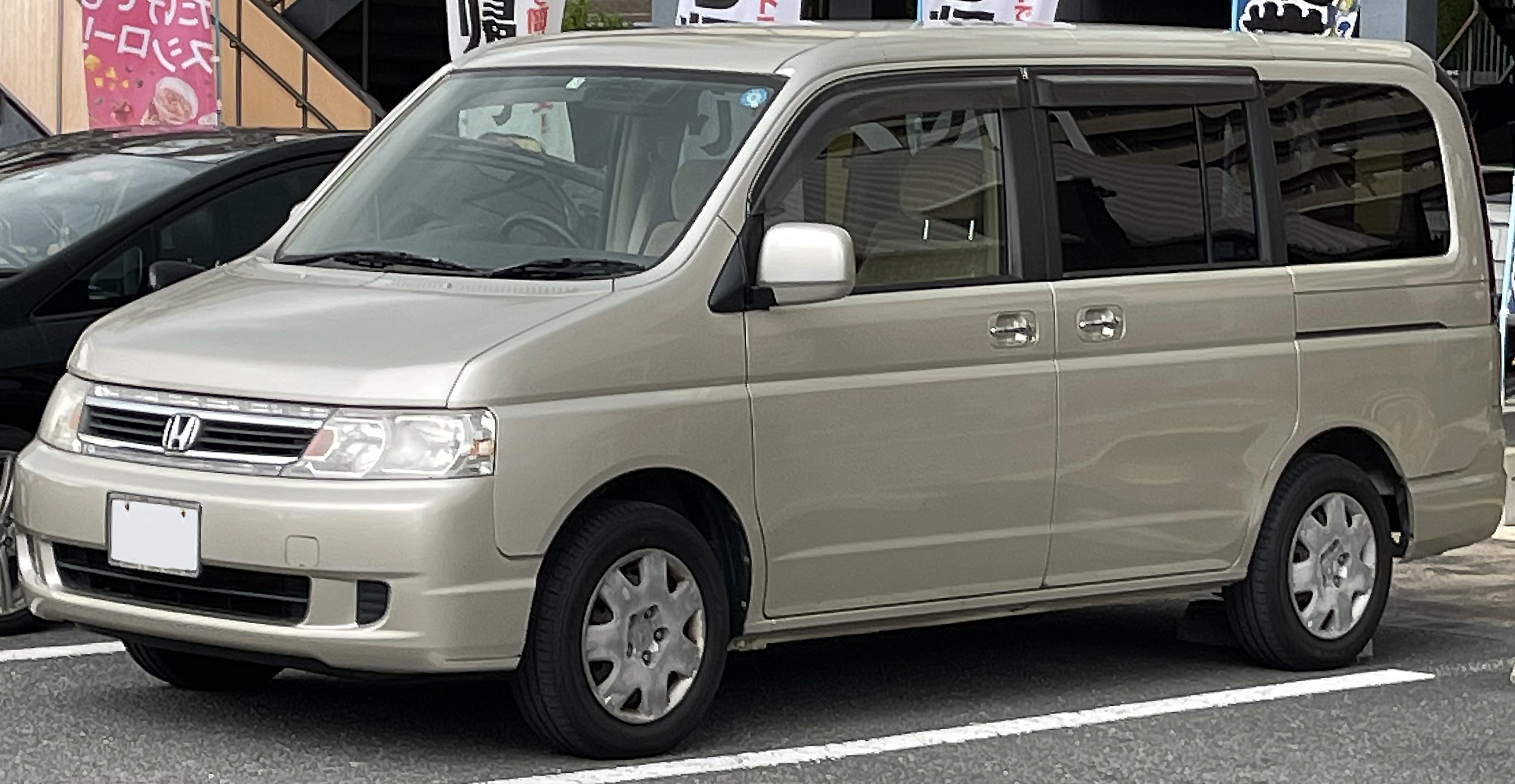
Фейслифтинг передней части
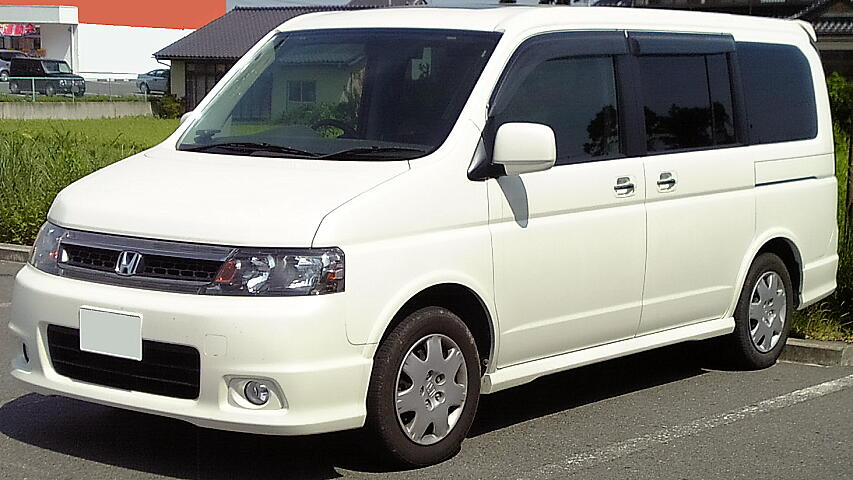
Honda Stepwgn Spada
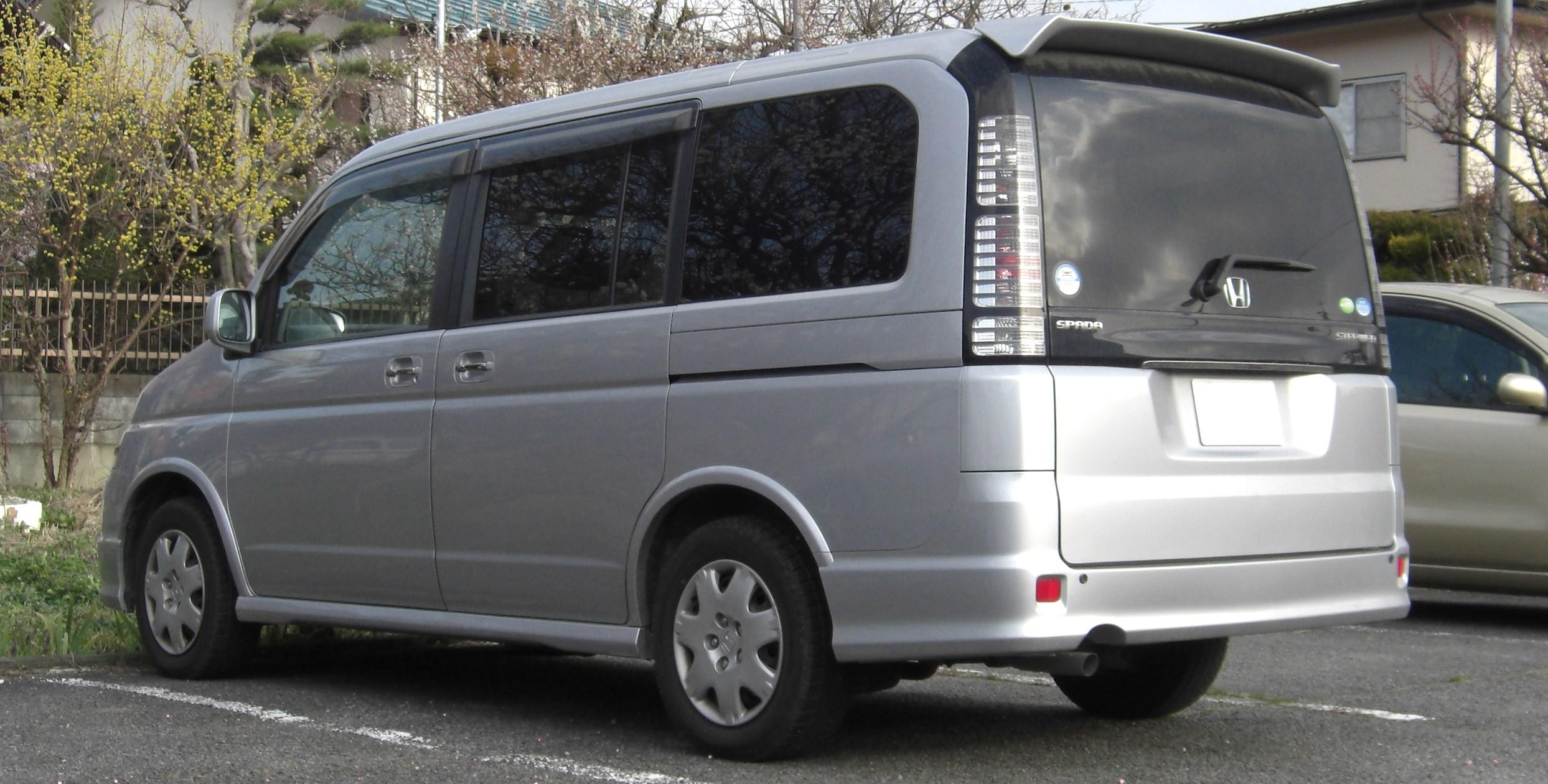
Фейслифтинг задней части

## Третье поколение (RG; 2005)
Третье поколение Honda Stepwgn дебютировало 26 мая 2005 года. В отличие от предыдущих двух поколений, автомобиль имеет более аэродинамичный дизайн. С обеих сторон были расположены раздвижные двери.
Несмотря на то, что габариты автомобиля были уменьшены, внутреннее пространство осталось неизменным благодаря новому шасси, которое также улучшило управляемость автомобиля. Длина была сокращена, а пол был покрыт деревянными панелями. Продажи начались 27 мая 2005 года у японских дилеров Honda. Конкурентами являются Nissan Serena и Toyota Noah.
В моторную гамму входили двигатели K20A объёмом 2,0 л, мощностью 114 кВт (155 л. с.) и K24A объёмом 2,4 л, мощностью 119,2 кВт (162 л. с.). 2,0-литровый двигатель сочетался в паре с четырёхступенчатой автоматической трансмиссией, а 2,4-литровый — с бесступенчатой трансмиссией.

К ноябрю 2005 года было продано 7093 единиц. В 2006 году автомобиль прошёл фейслифтинг.

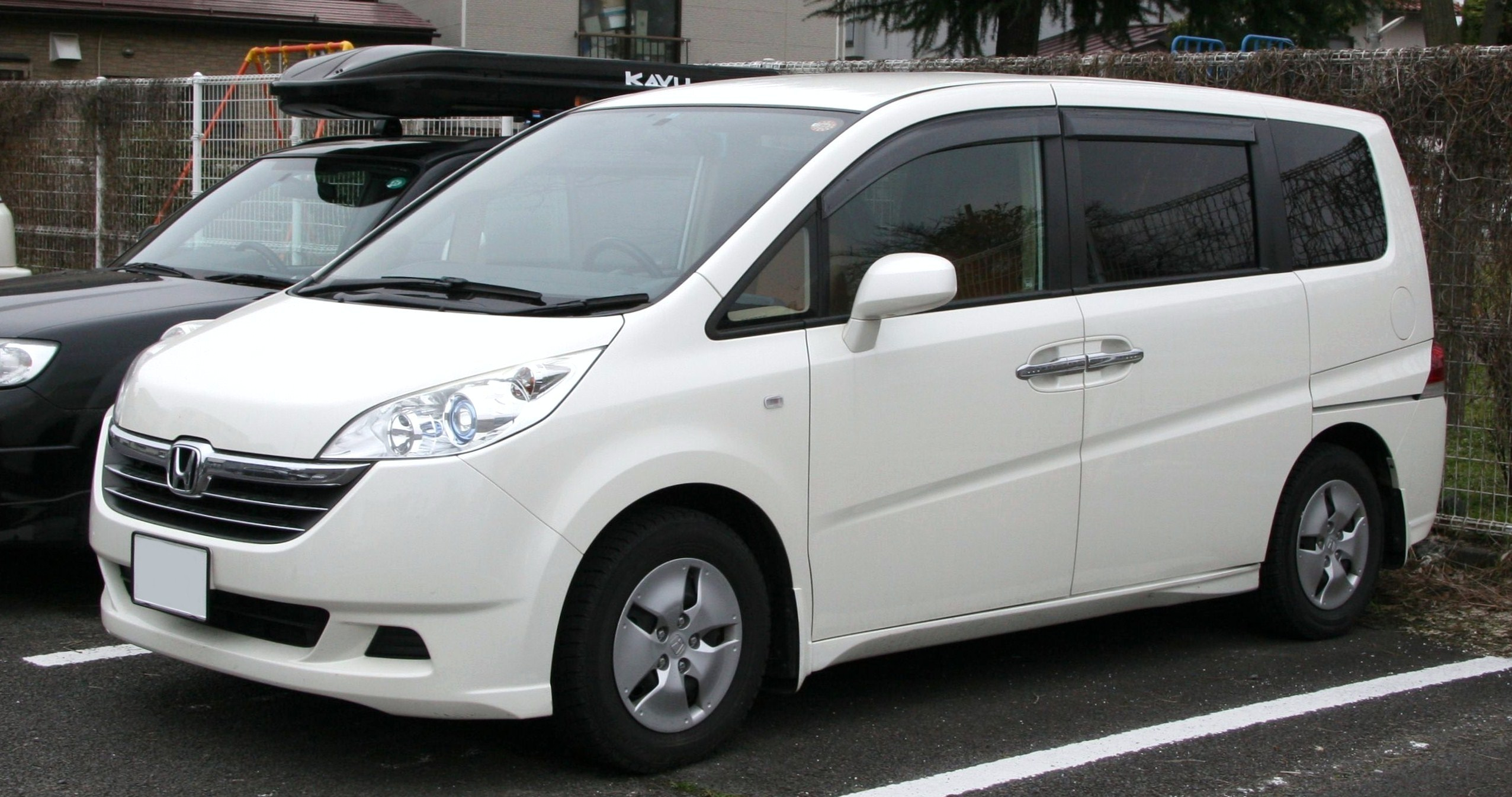
Вид спереди
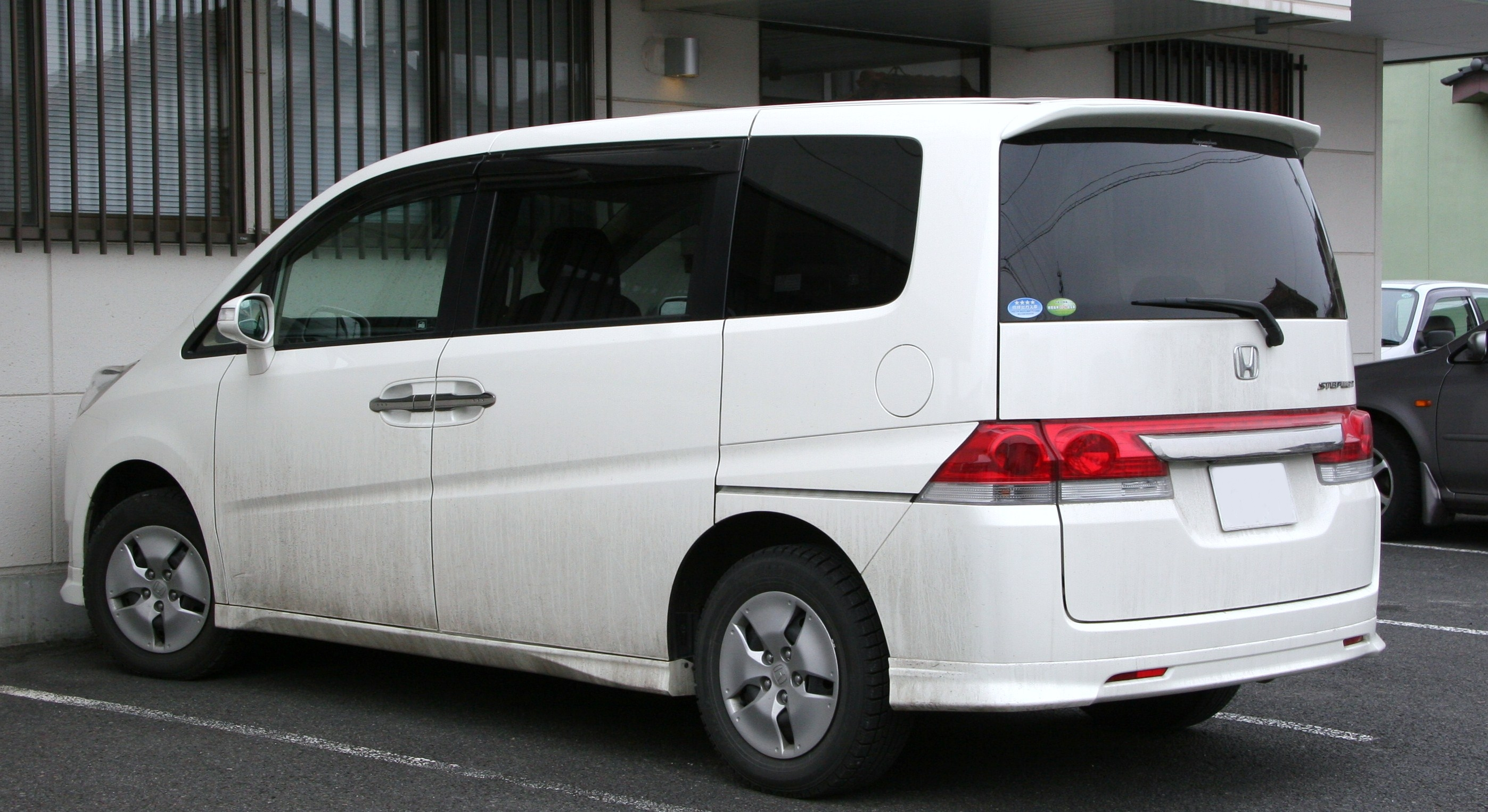
Вид сзади
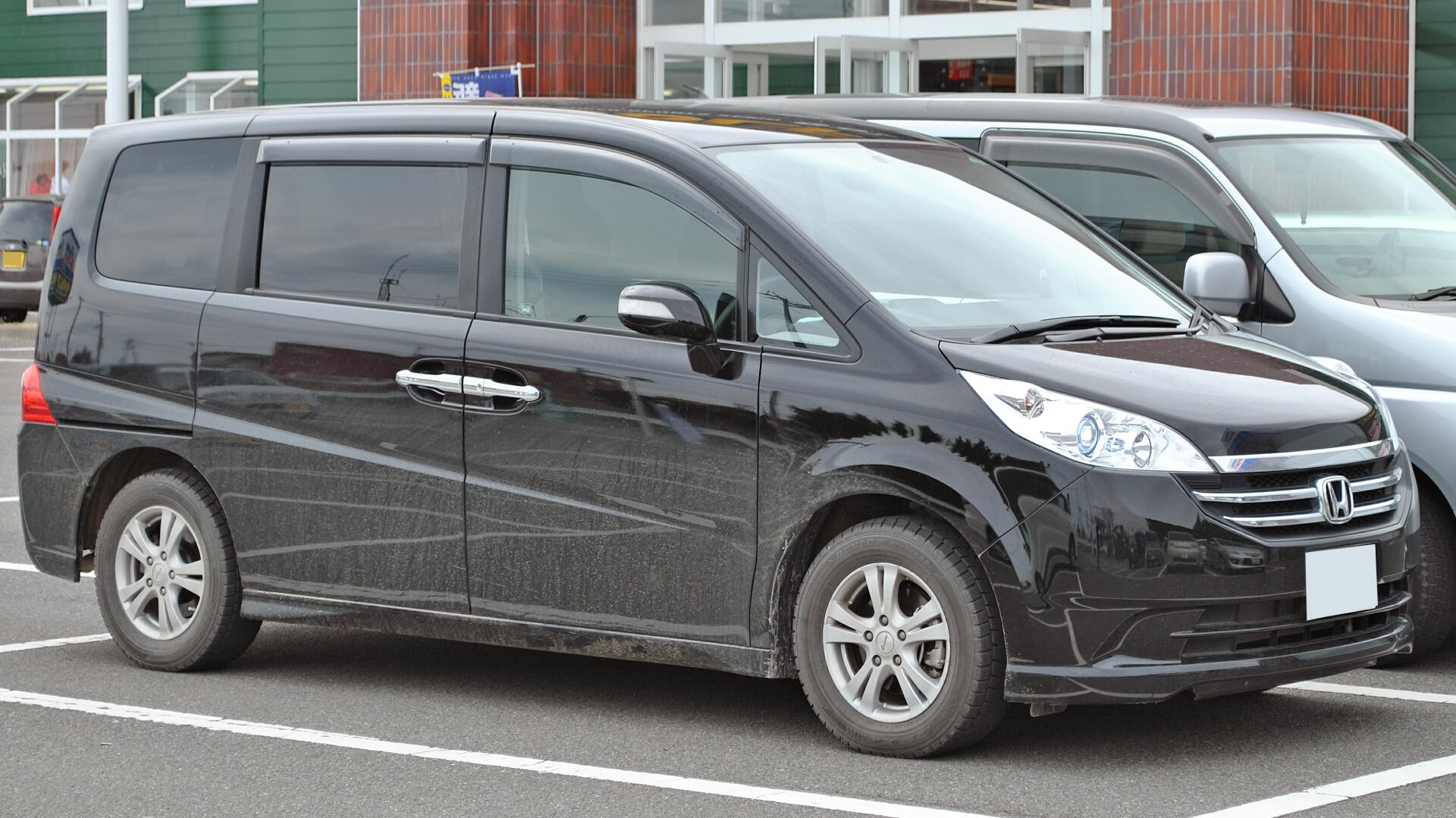
Фейслифтинг передней части
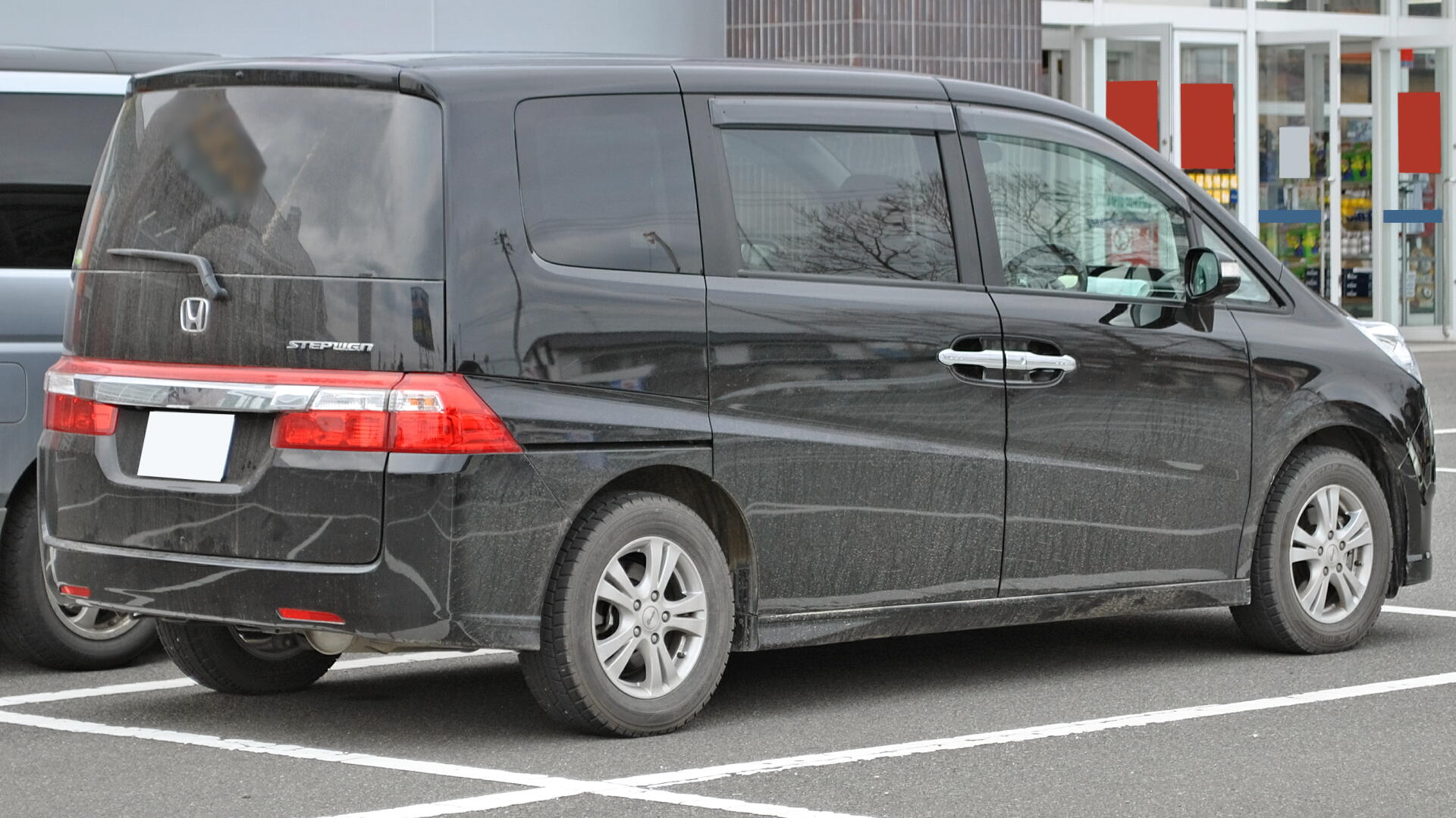
Фейслифтинг задней части
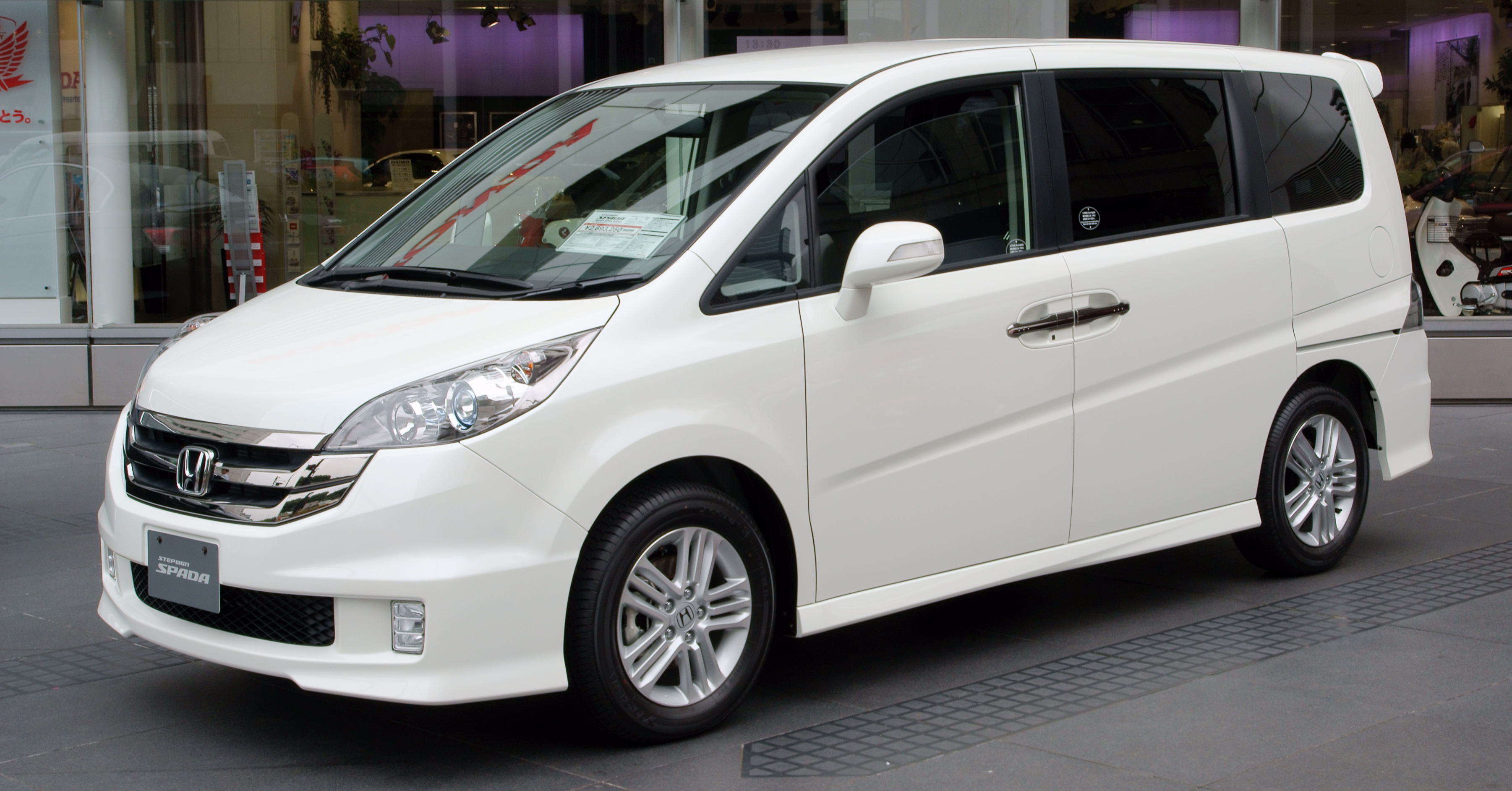
Honda Stepwgn Spada
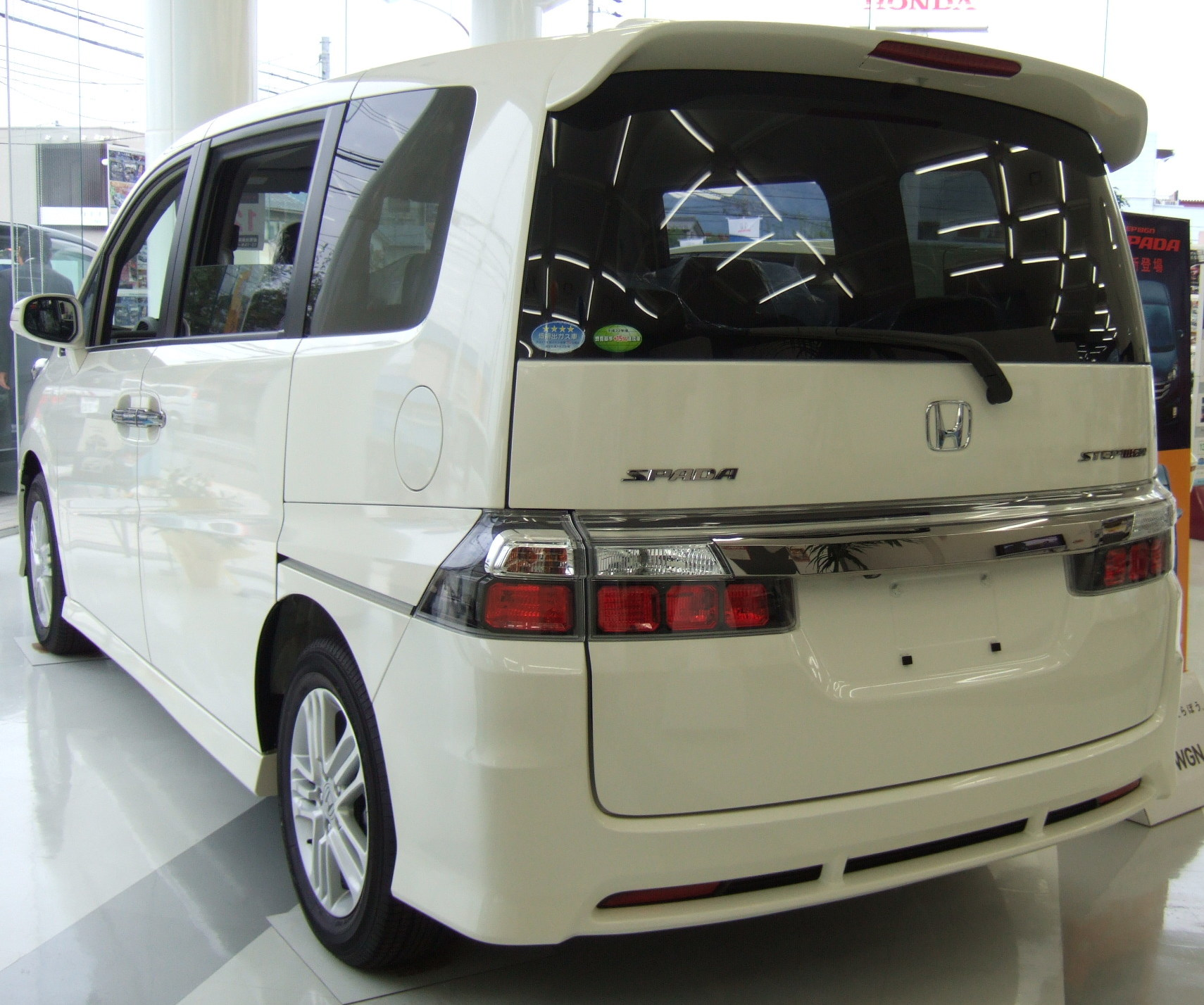
Фейслифтинг задней части

## Четвёртое поколение (RK; 2009)
Четвёртое поколение Honda Stepwgn было полностью разработано «с нуля» и не являлось модернизацией предыдущих поколений. Автомобиль выпускался в семи комплектациях:  G, G L Package, L, Li, Spada S, Spada Z и Spada Zi. 2,4-литровый двигатель был исключён из моторной гаммы. В движение автомобиль приводился 2,0-литровым двигателем R20A мощностью 110,3 кВт (150 л. с.). Продажи начались в октябре 2009 года в Японии. 

В 2012 году автомобиль прошёл фейслифтинг. К июлю 2013 года было продано 6715 единиц.

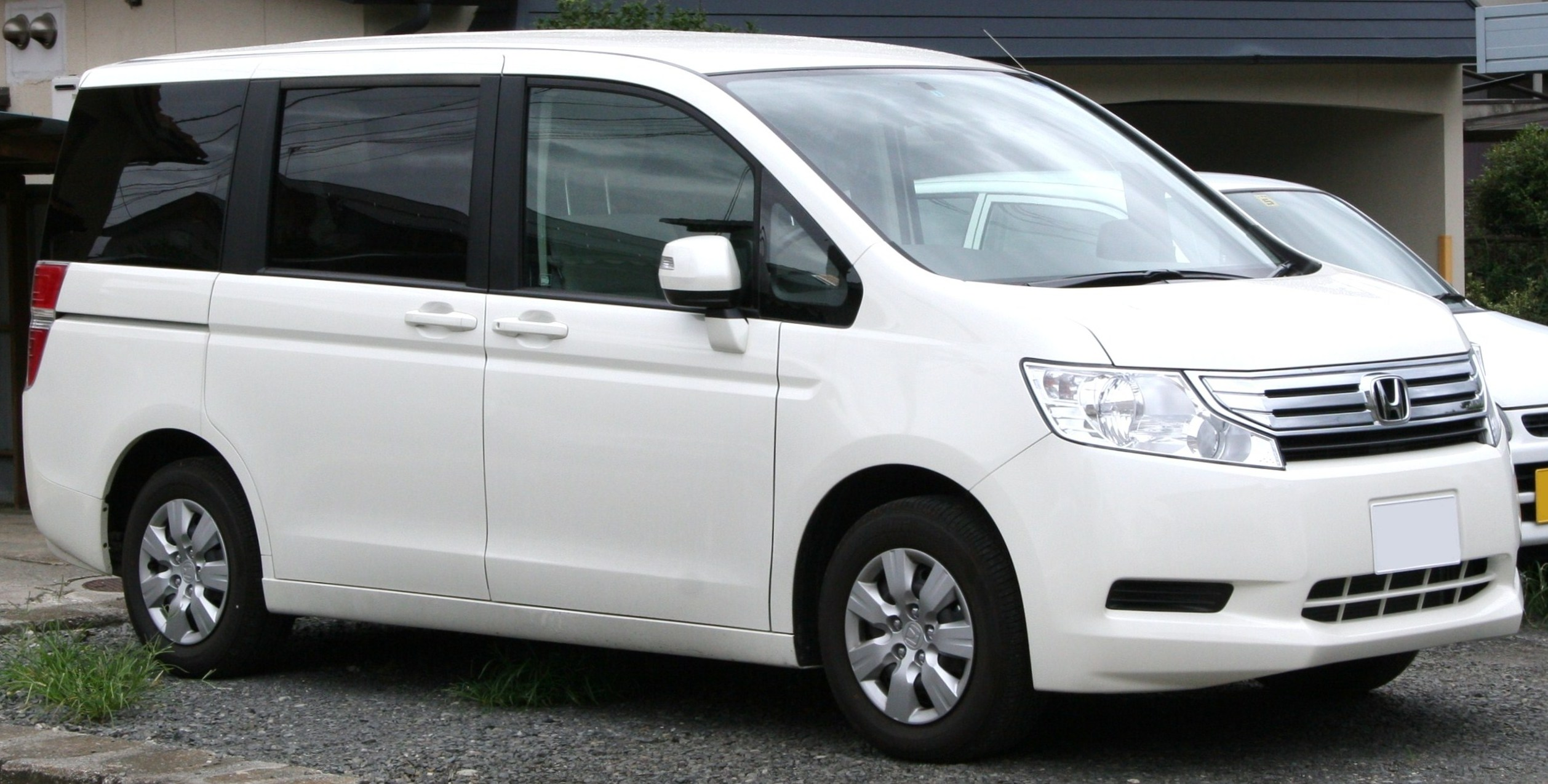
Вид спереди
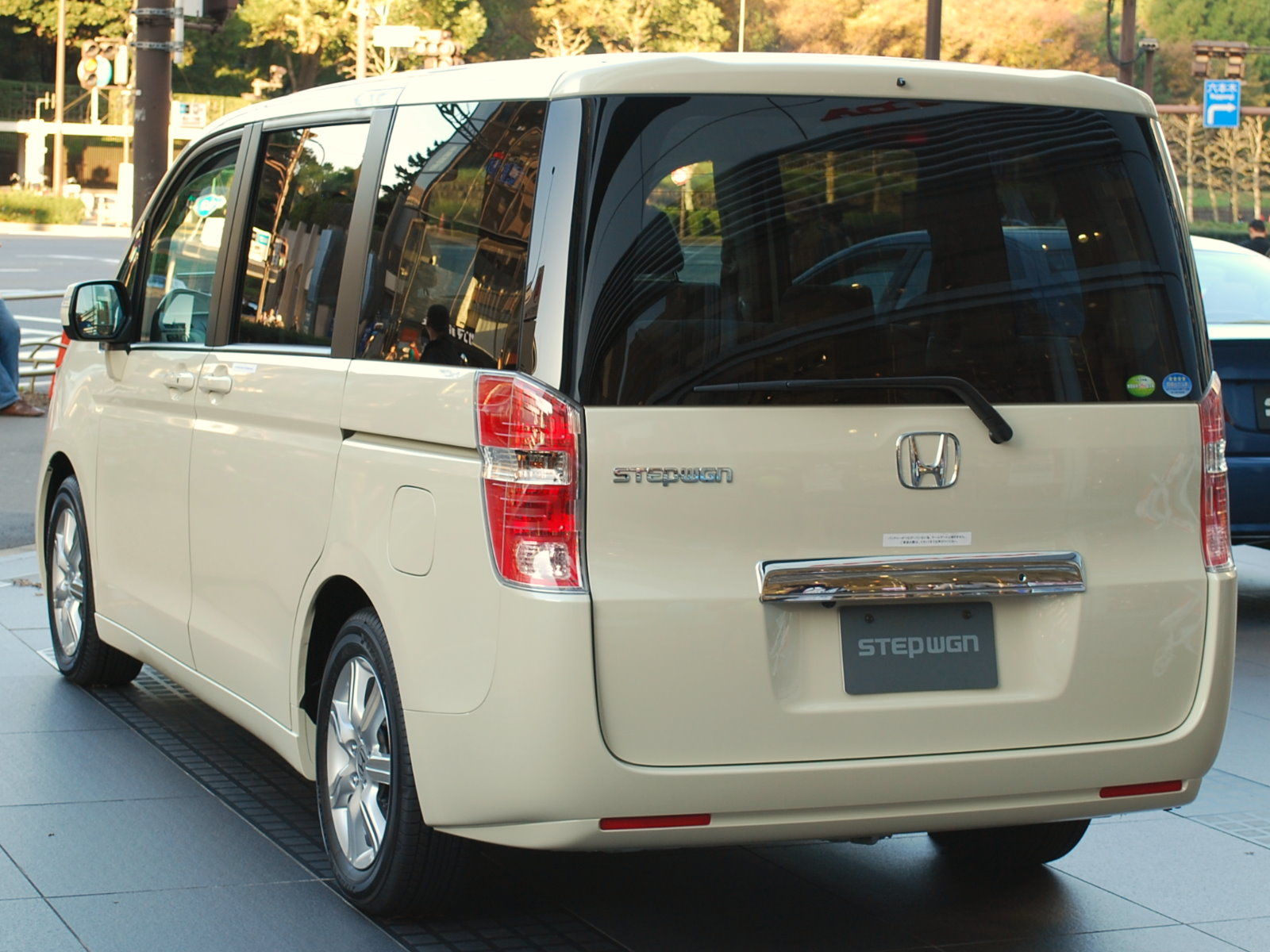
Вид сзади
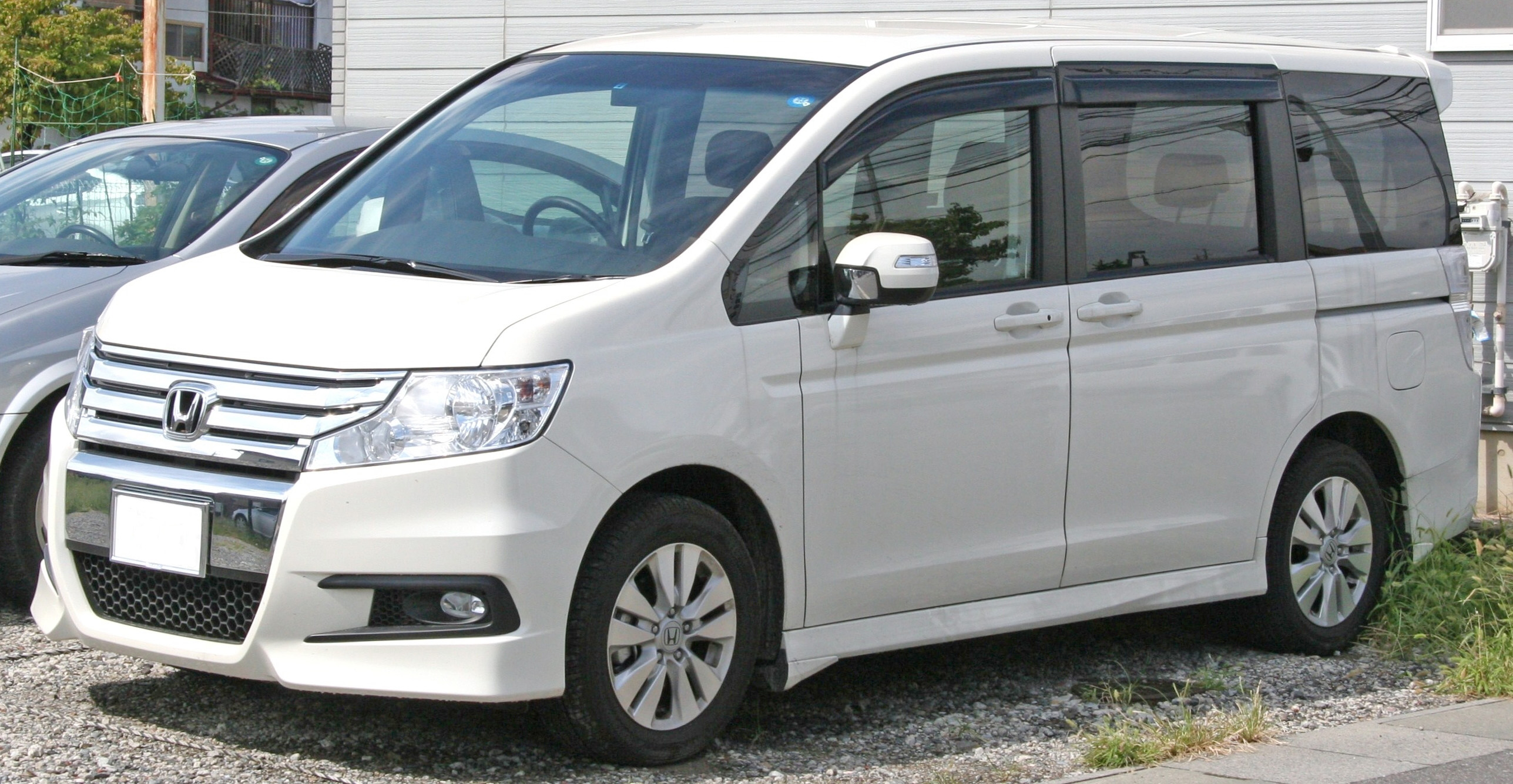
Honda Stepwgn Spada
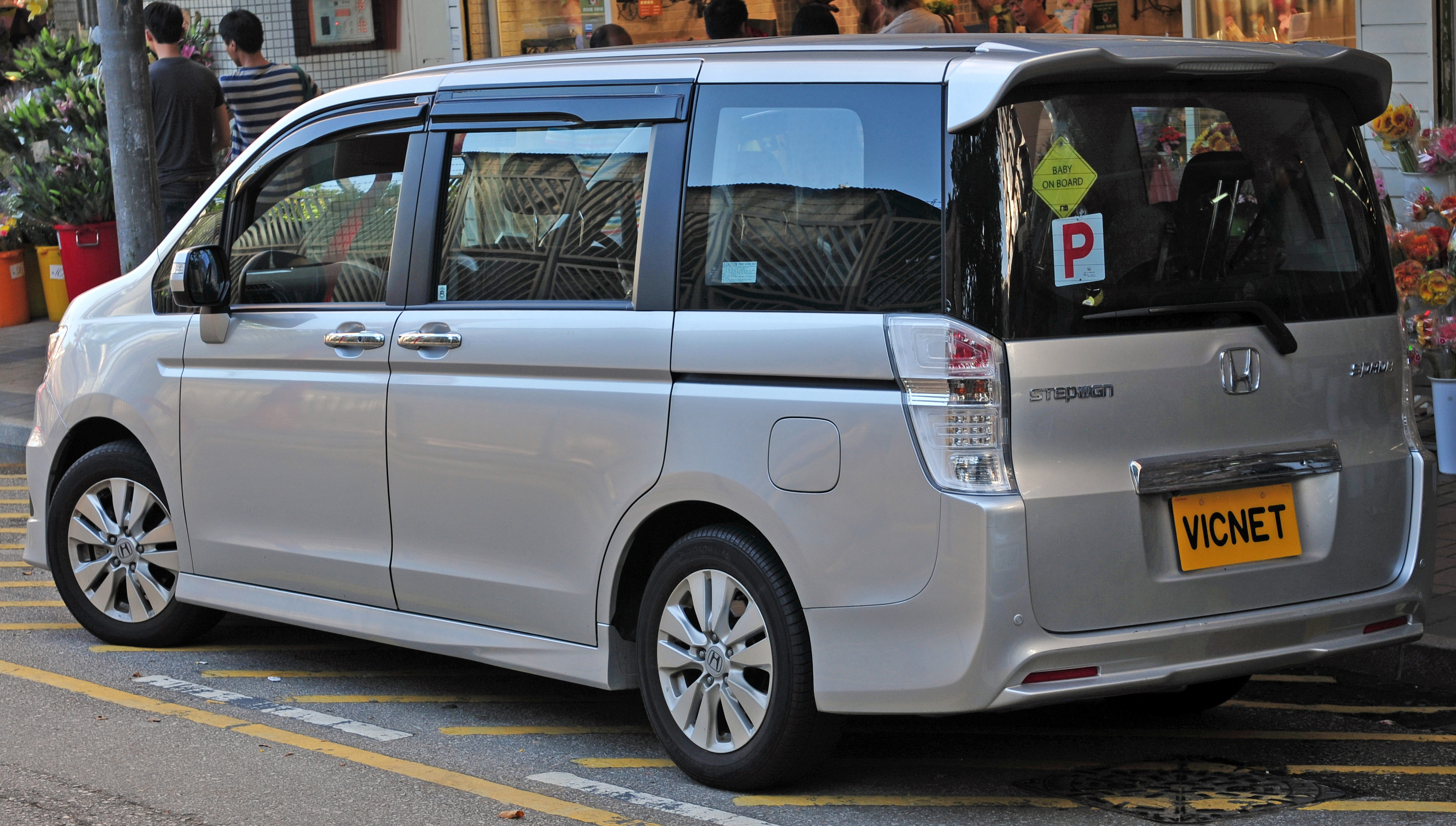
Honda Stepwgn Spada
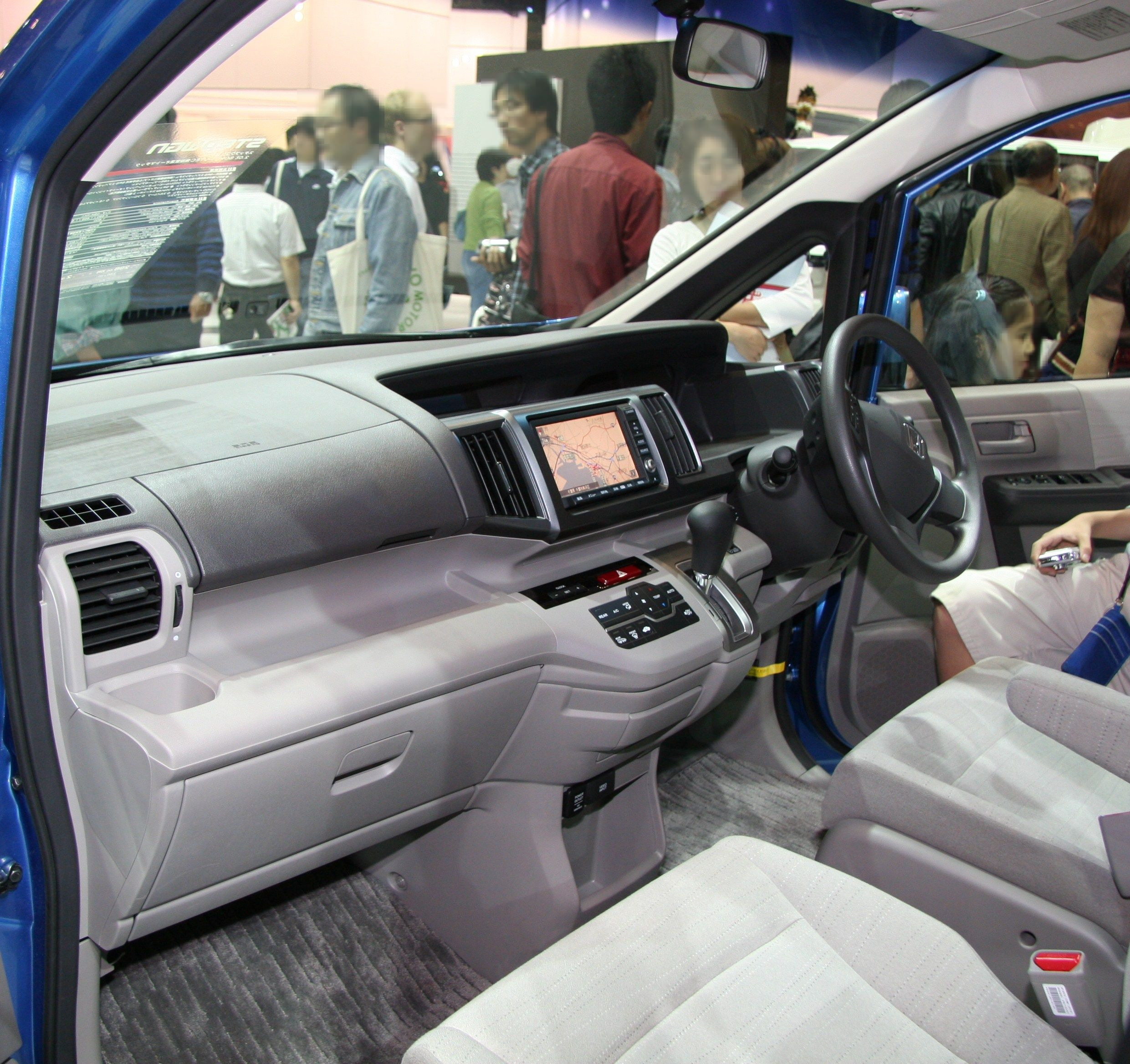
Интерьер
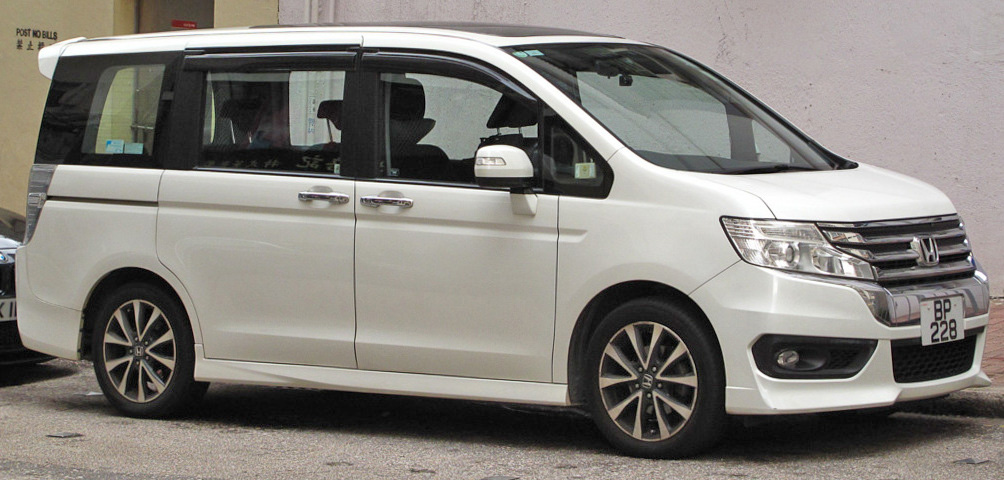
Фейслифтинг передней части
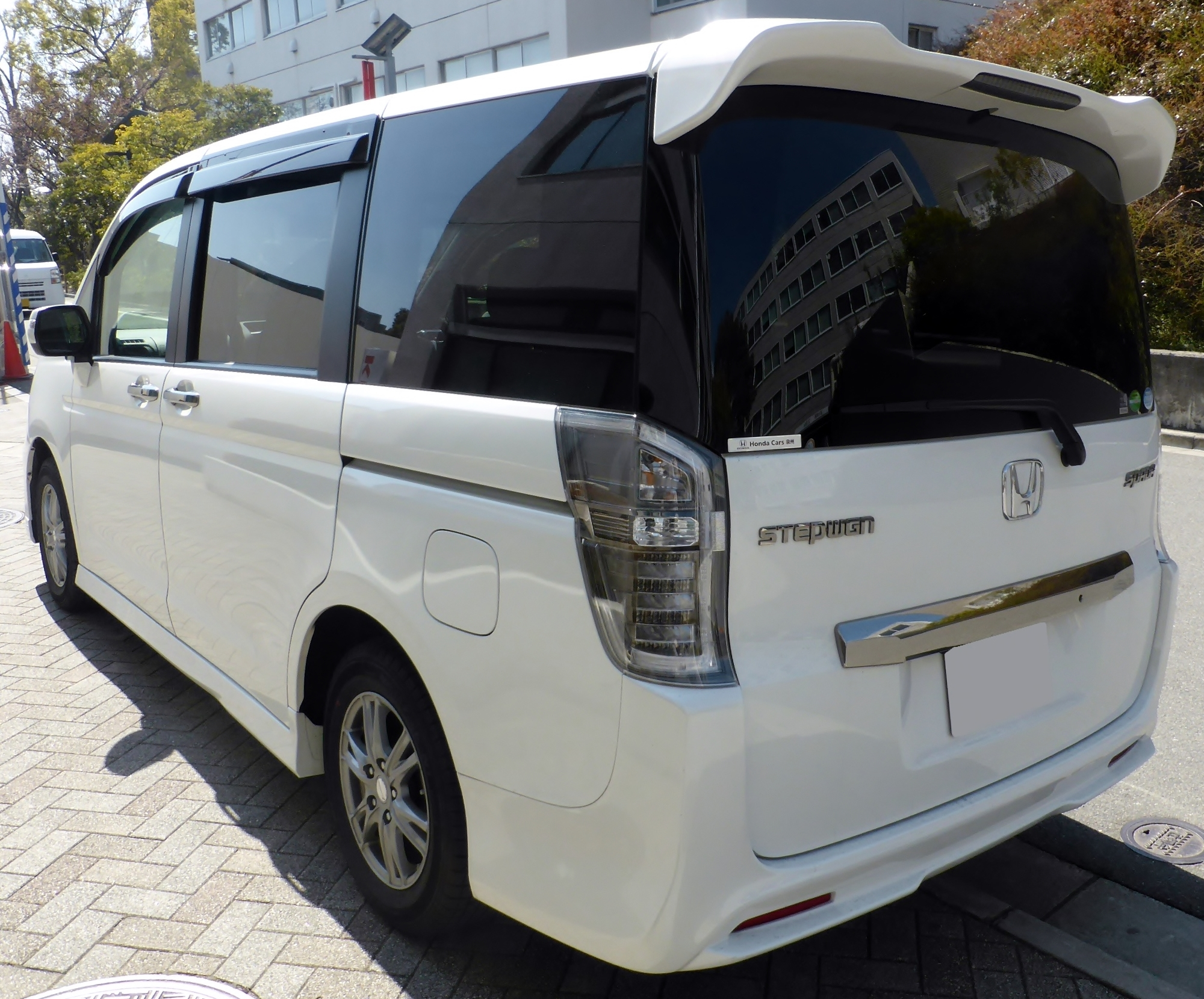
Фейслифтинг задней части

## Пятое поколение (RP1–5; 2015)
Пятое поколение Stepwgn впервые было представлено в апреле 2015 года. В моторную гамму был добавлен 1,5-литровый турбодвигатель. В сентябре 2017 года автомобиль прошёл фейслифтинг. В модельный ряд также были включены гибридные автомобили и электромобили.

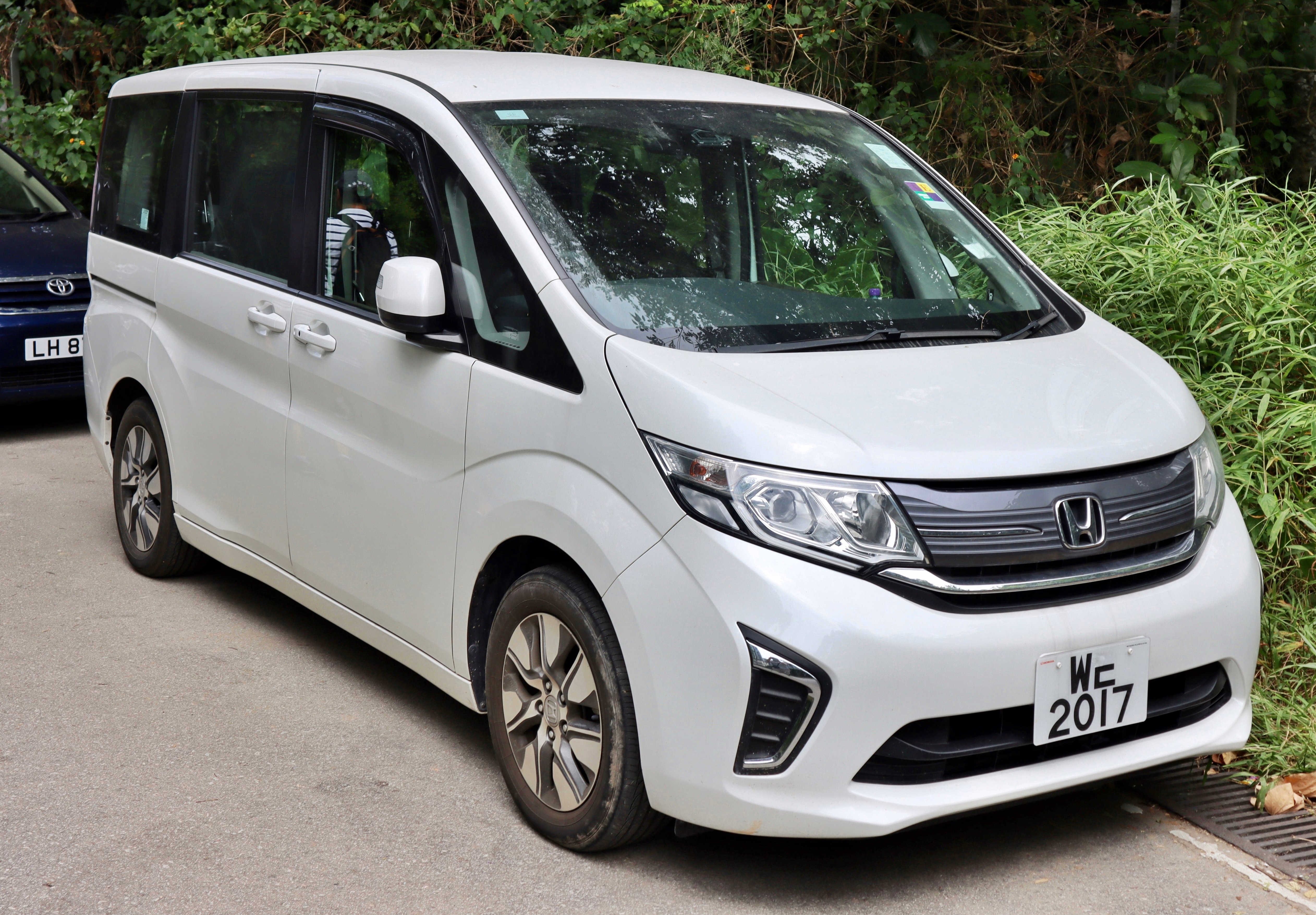
Вид спереди
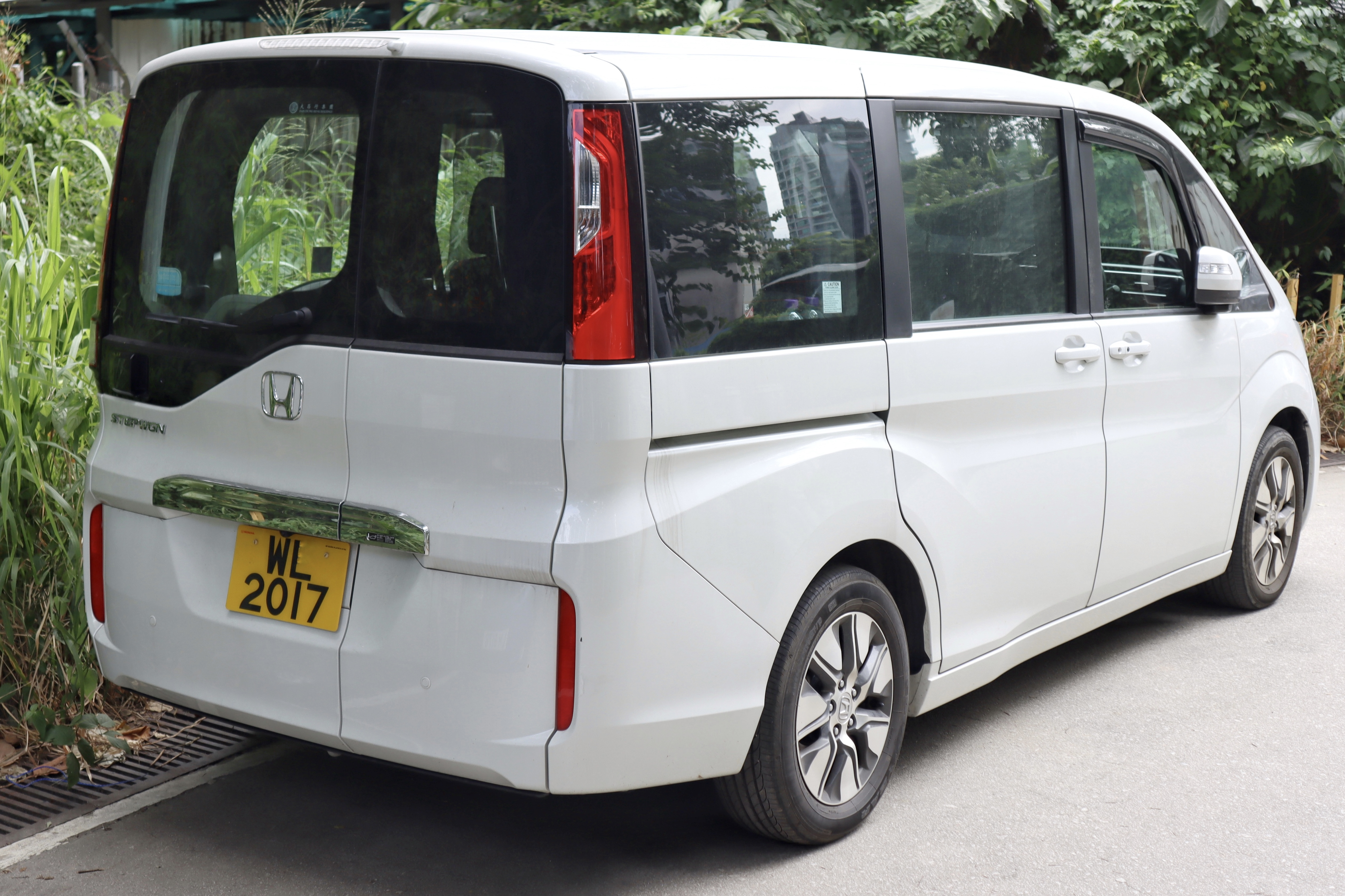
Вид сзади
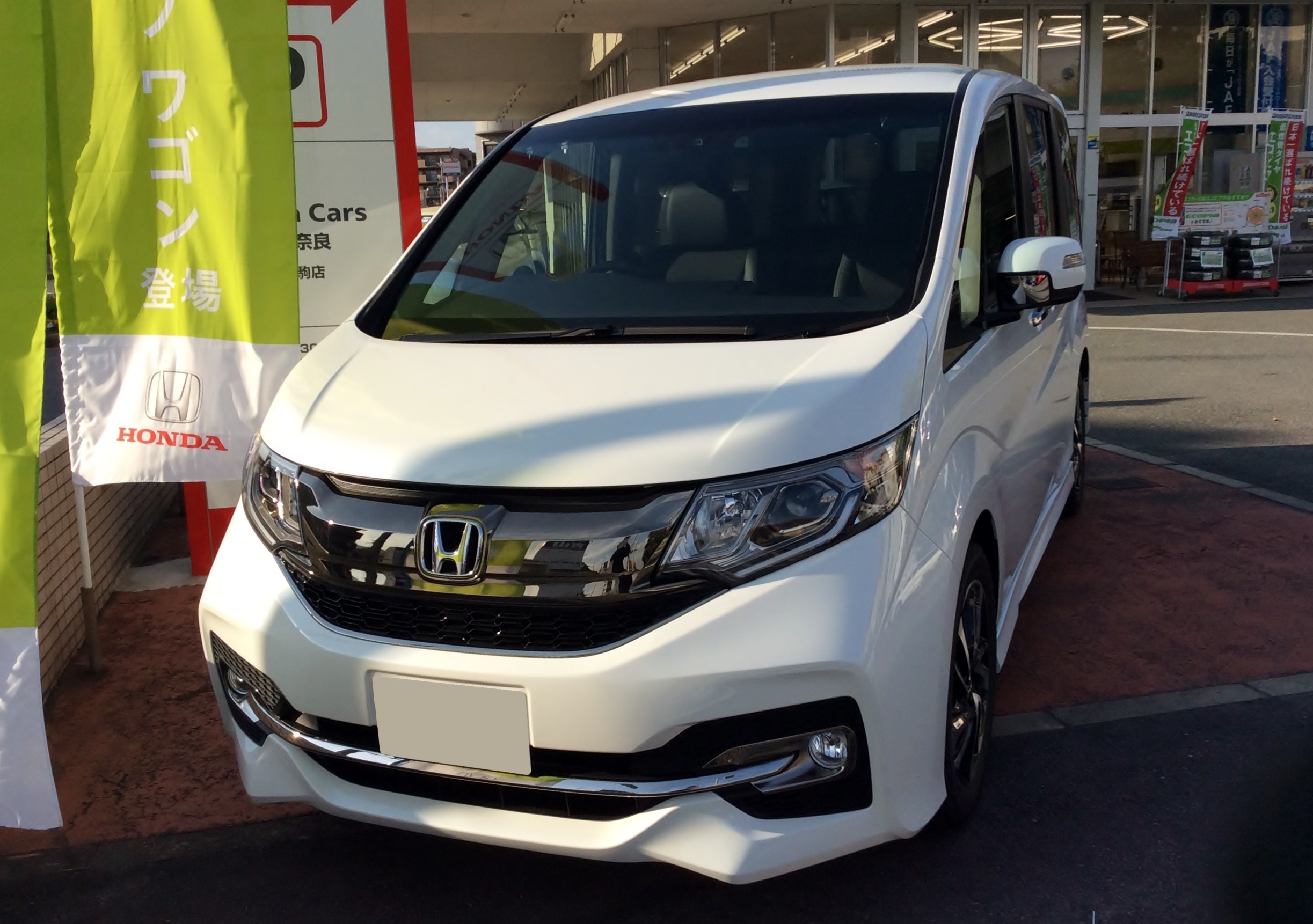
Honda Stepwgn Spada Cool Spirit
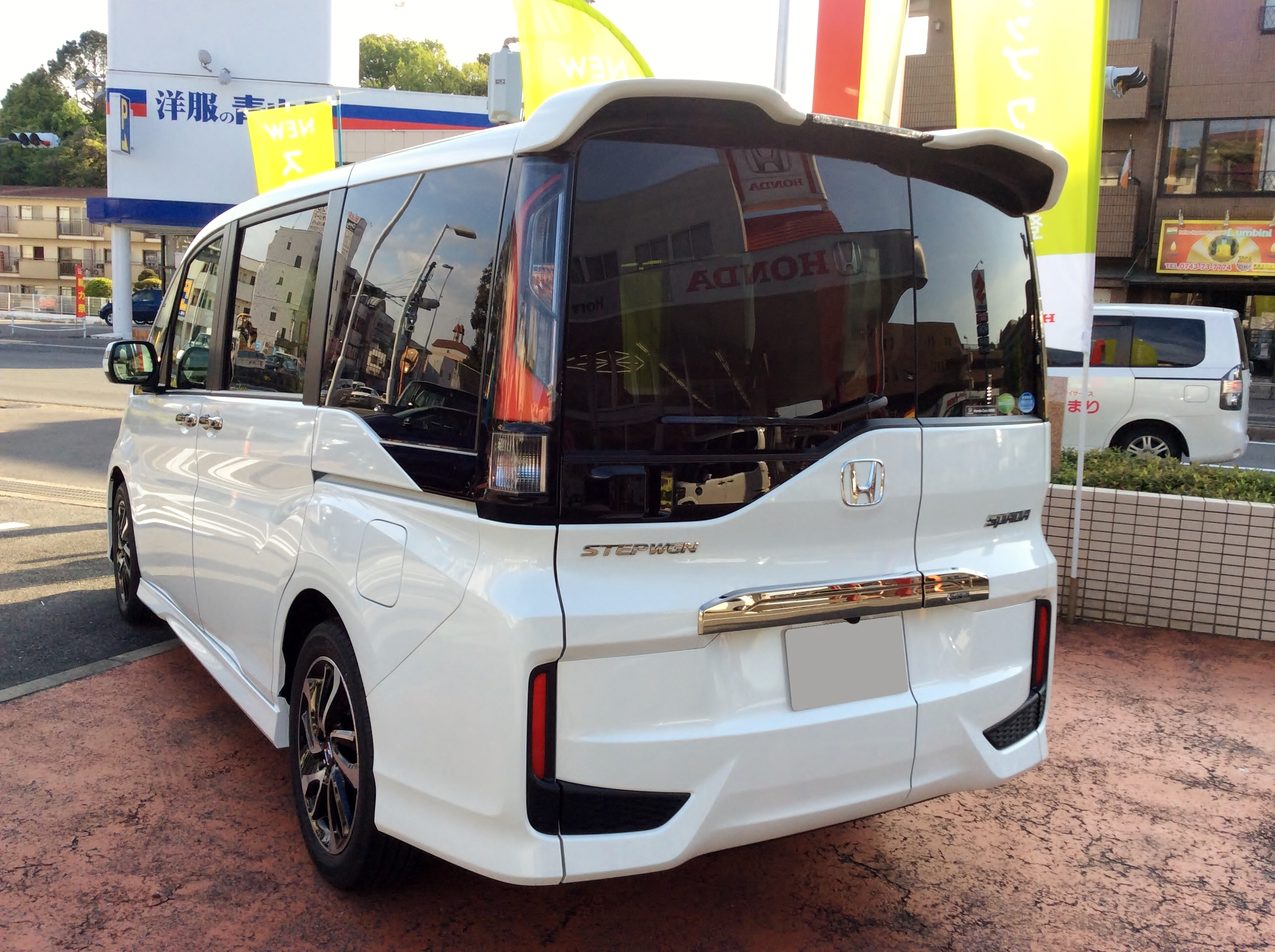
Honda Stepwgn Spada Cool Spirit
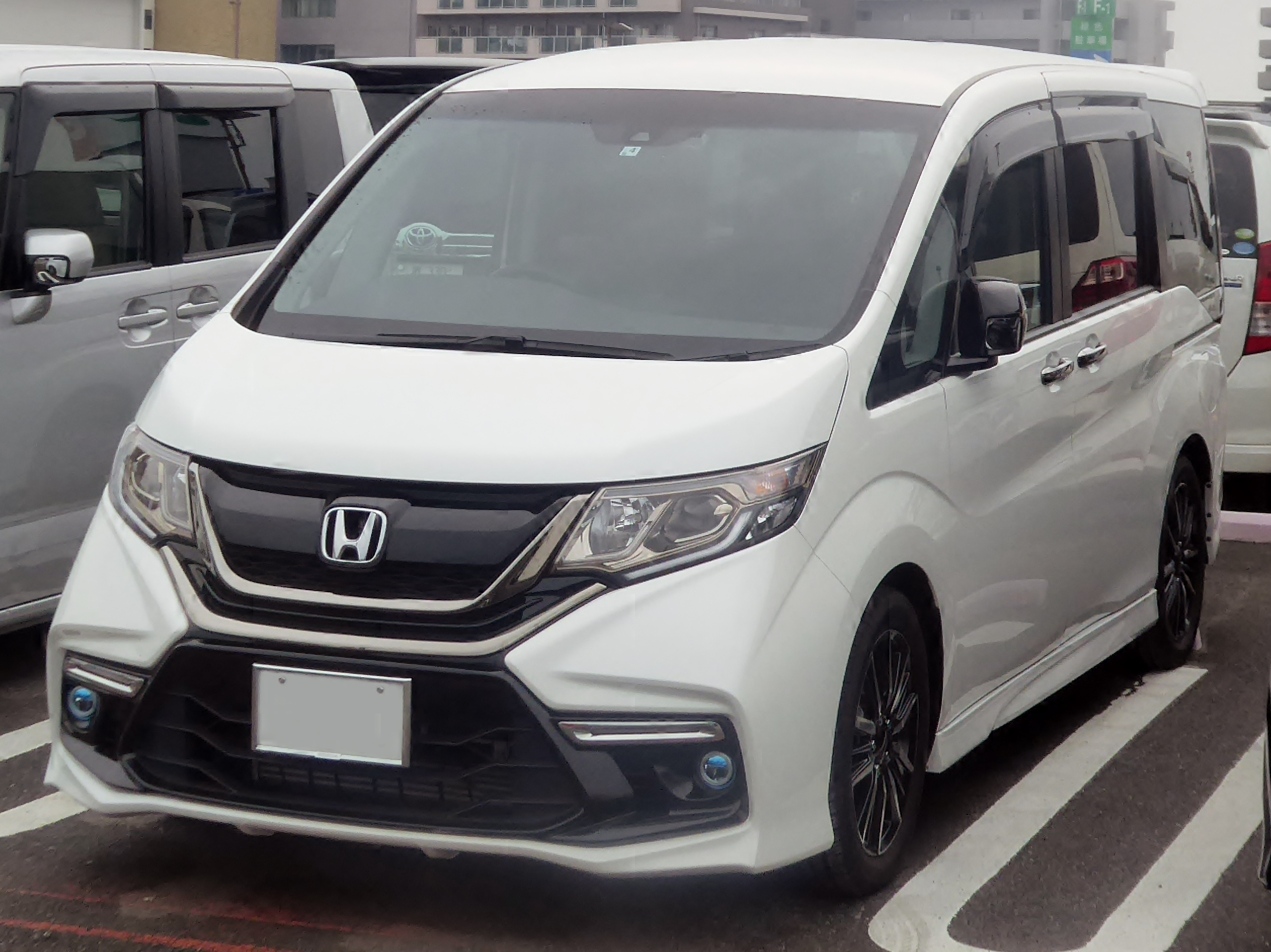
Honda Stepwgn Modulo X
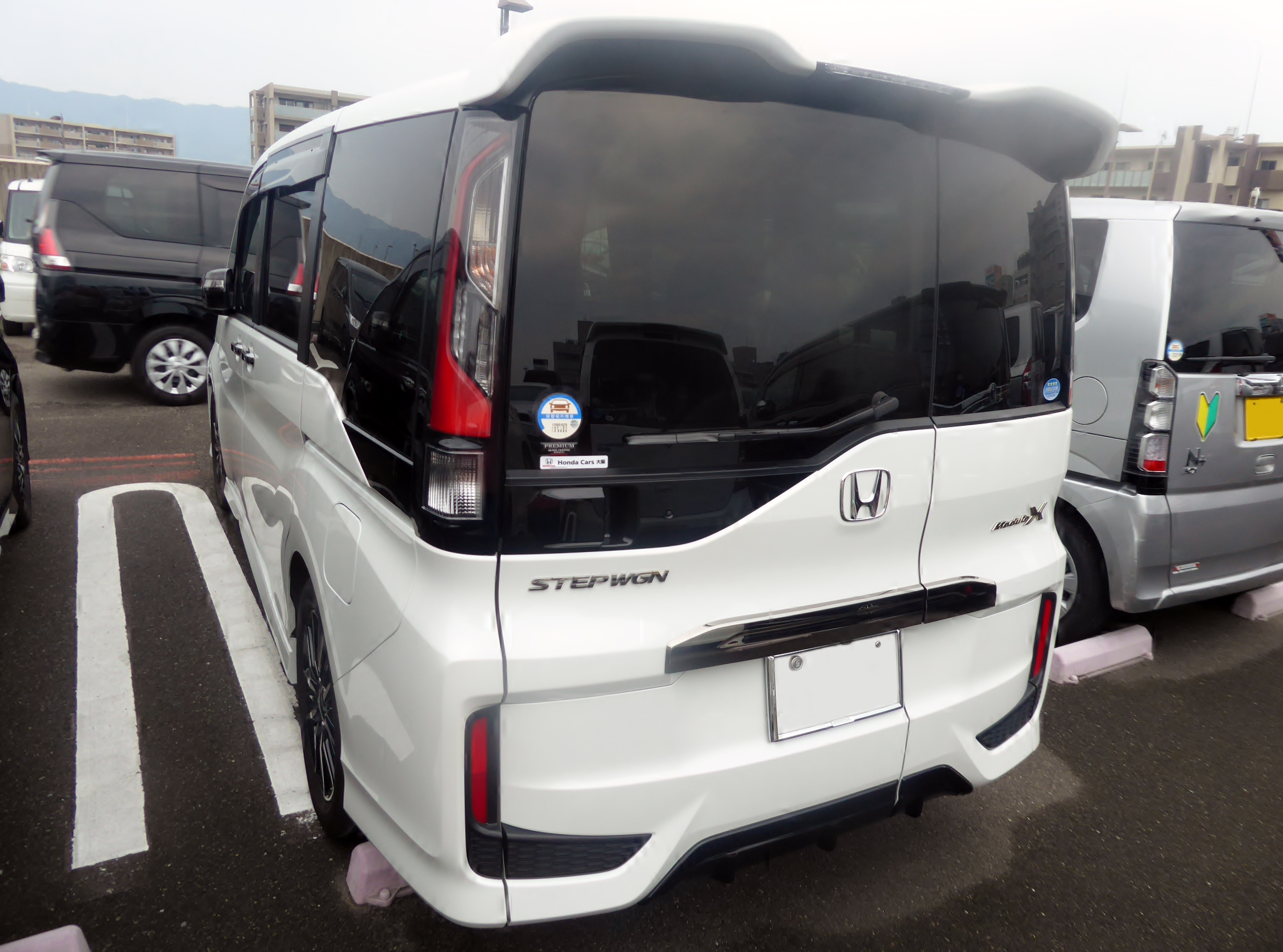
Honda Stepwgn Modulo X
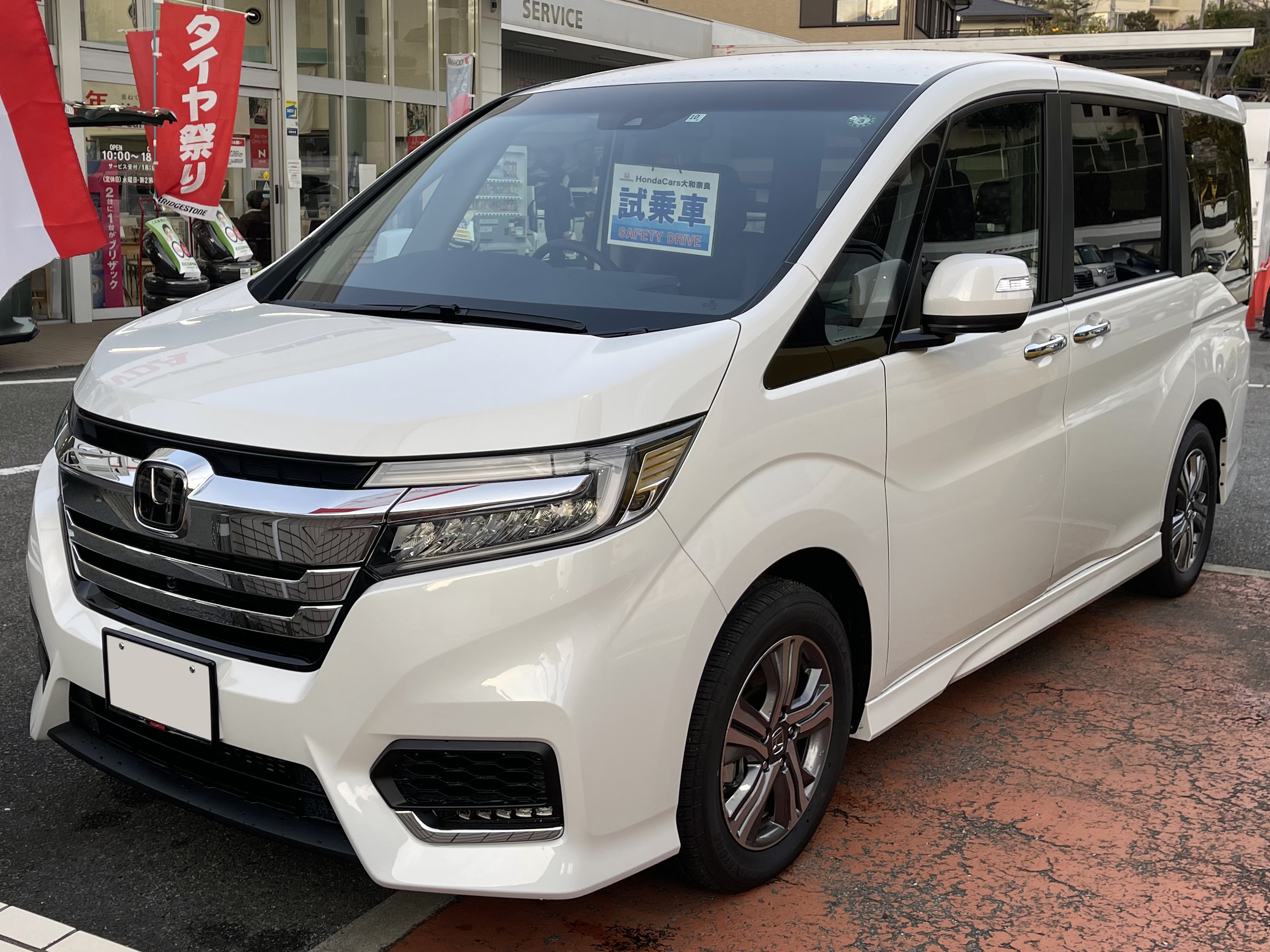
Honda Stepwgn e:HEV Spada G EX Honda Sensing
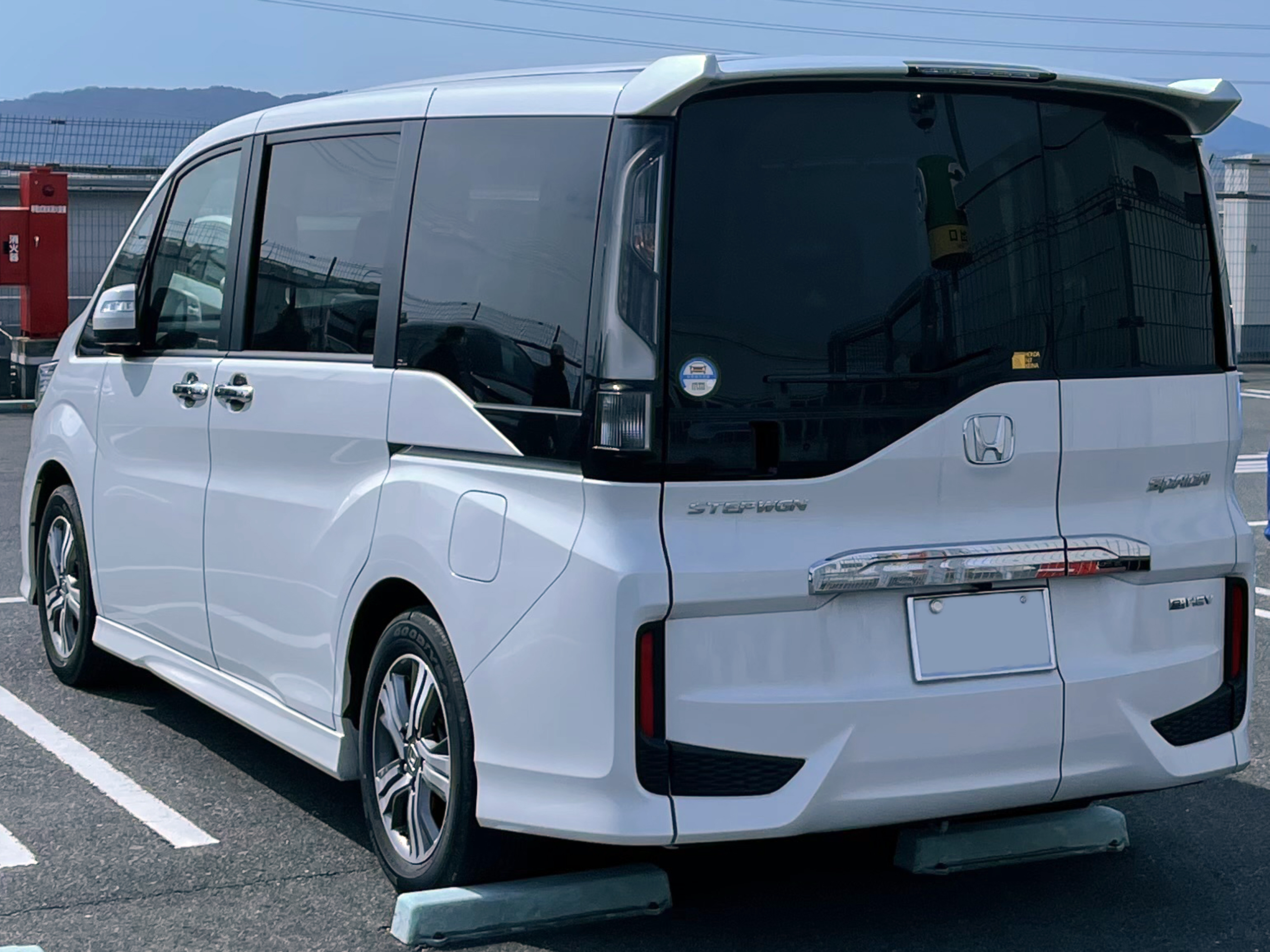
Honda Stepwgn e:HEV Spada G EX Honda Sensing
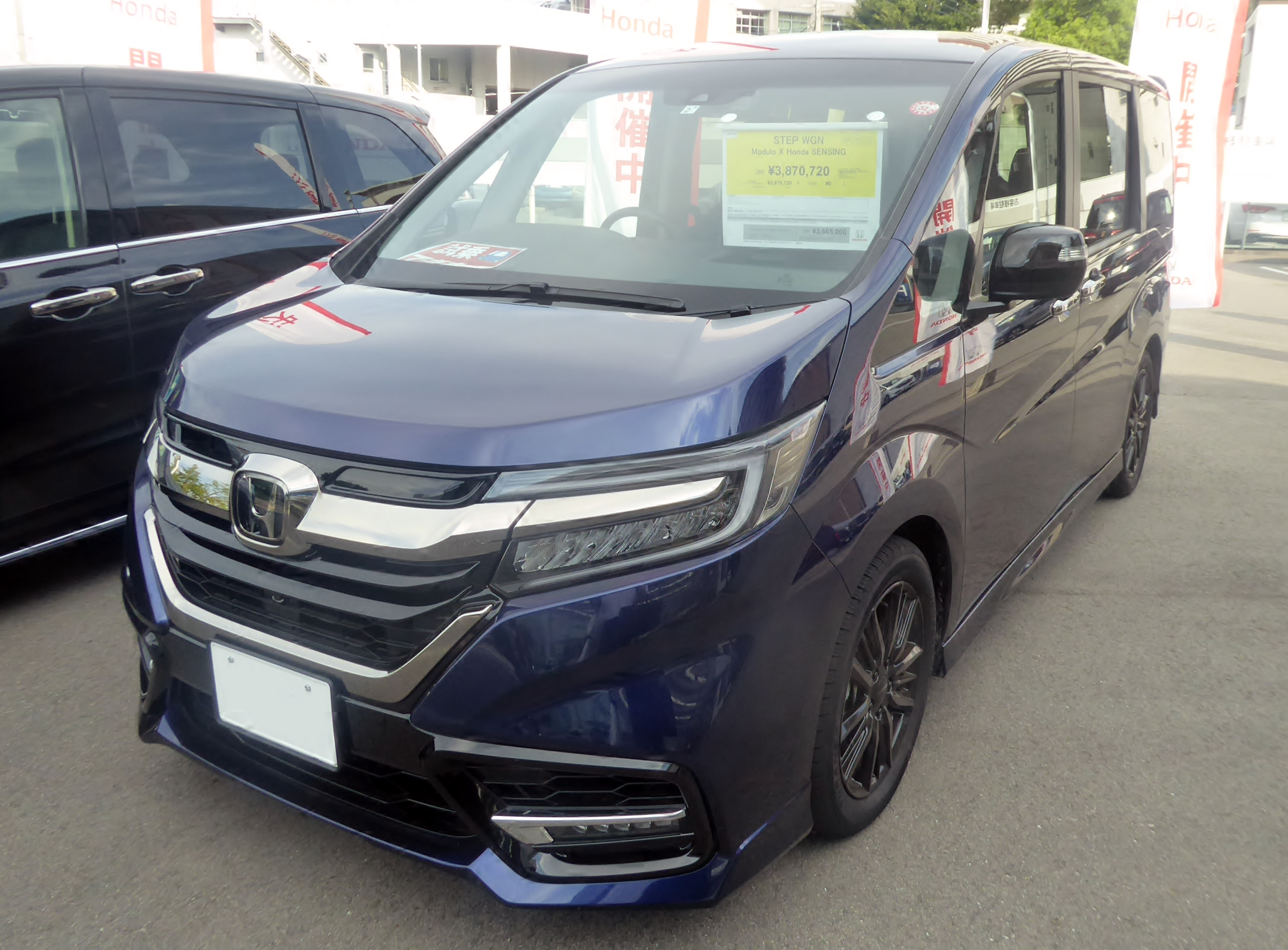
Honda Stepwgn Modulo X Honda Sensing
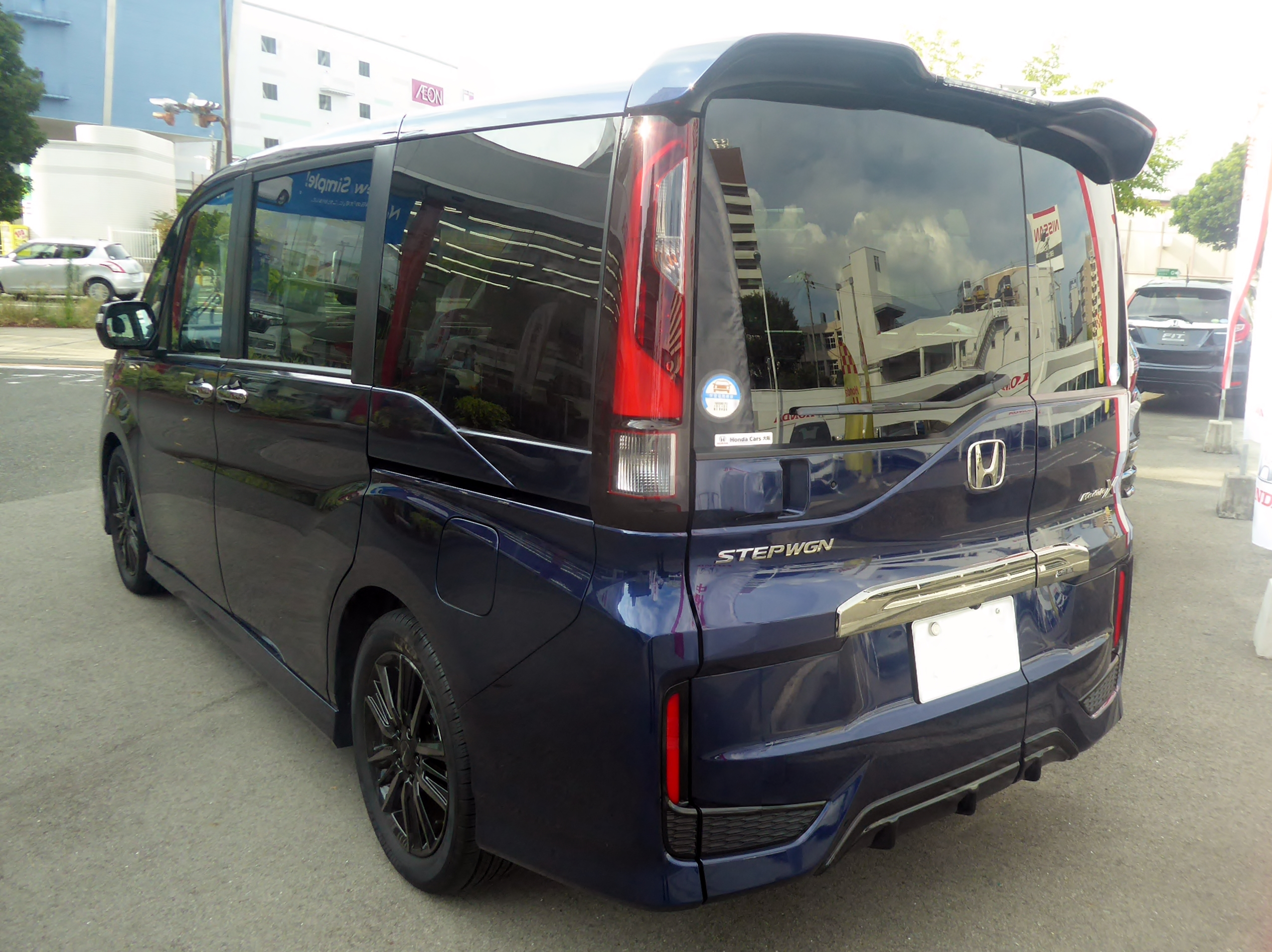
Honda Stepwgn Modulo X Honda Sensing
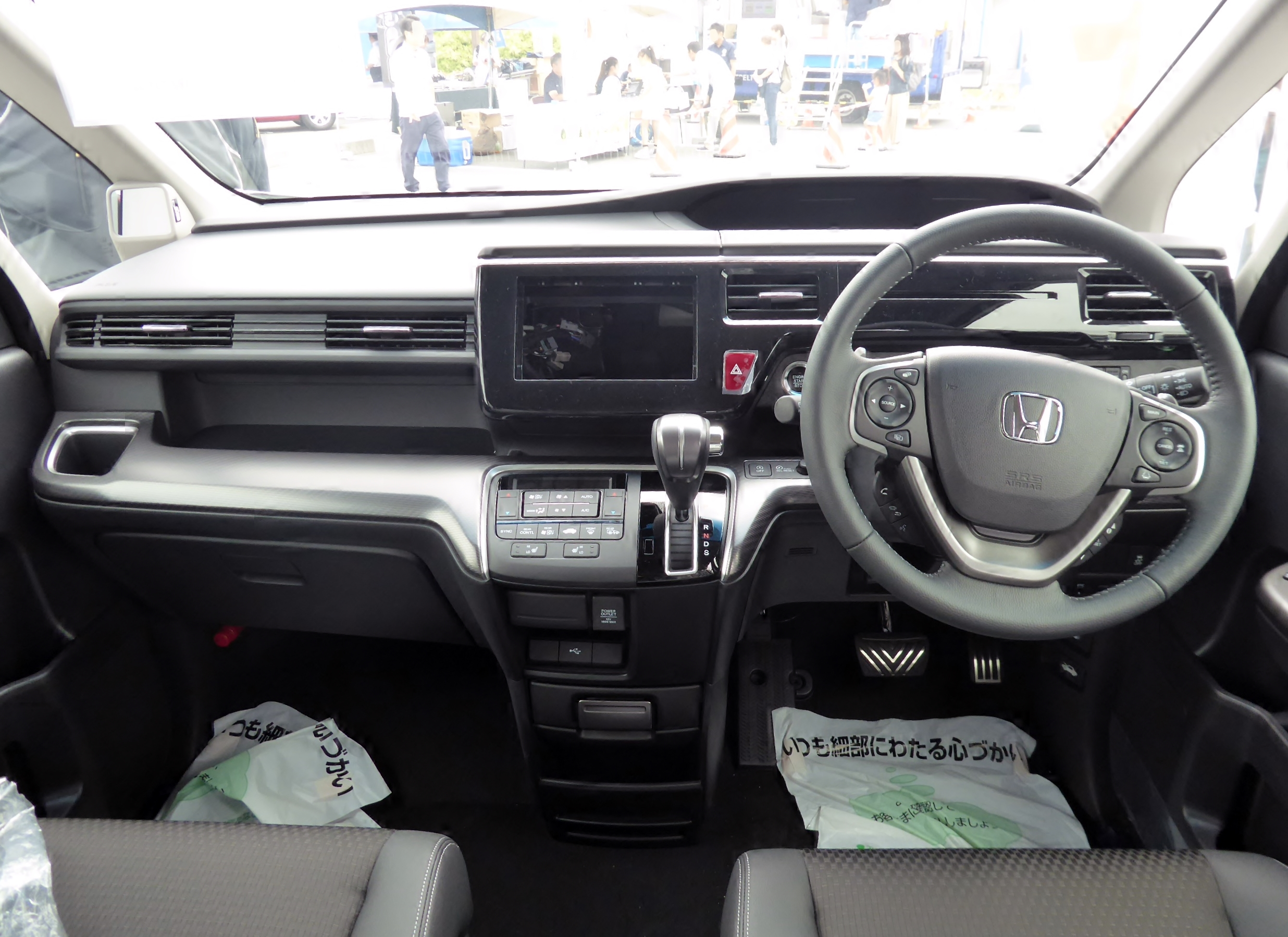
Интерьер

## Шестое поколение (RP6–8; 2022)
Шестое поколение Honda Stepwgn было запущено в производство 7 января 2022 года в трёх комплектациях: Air, Spada и  Spada Premium Line. Также выпускается спортивный автомобиль с добавлением заднего спойлера. Другие аксессуары включают в себя различные колёсные диски и другие декоративные функции. Spada поставляется в окраске Emotional Solid.

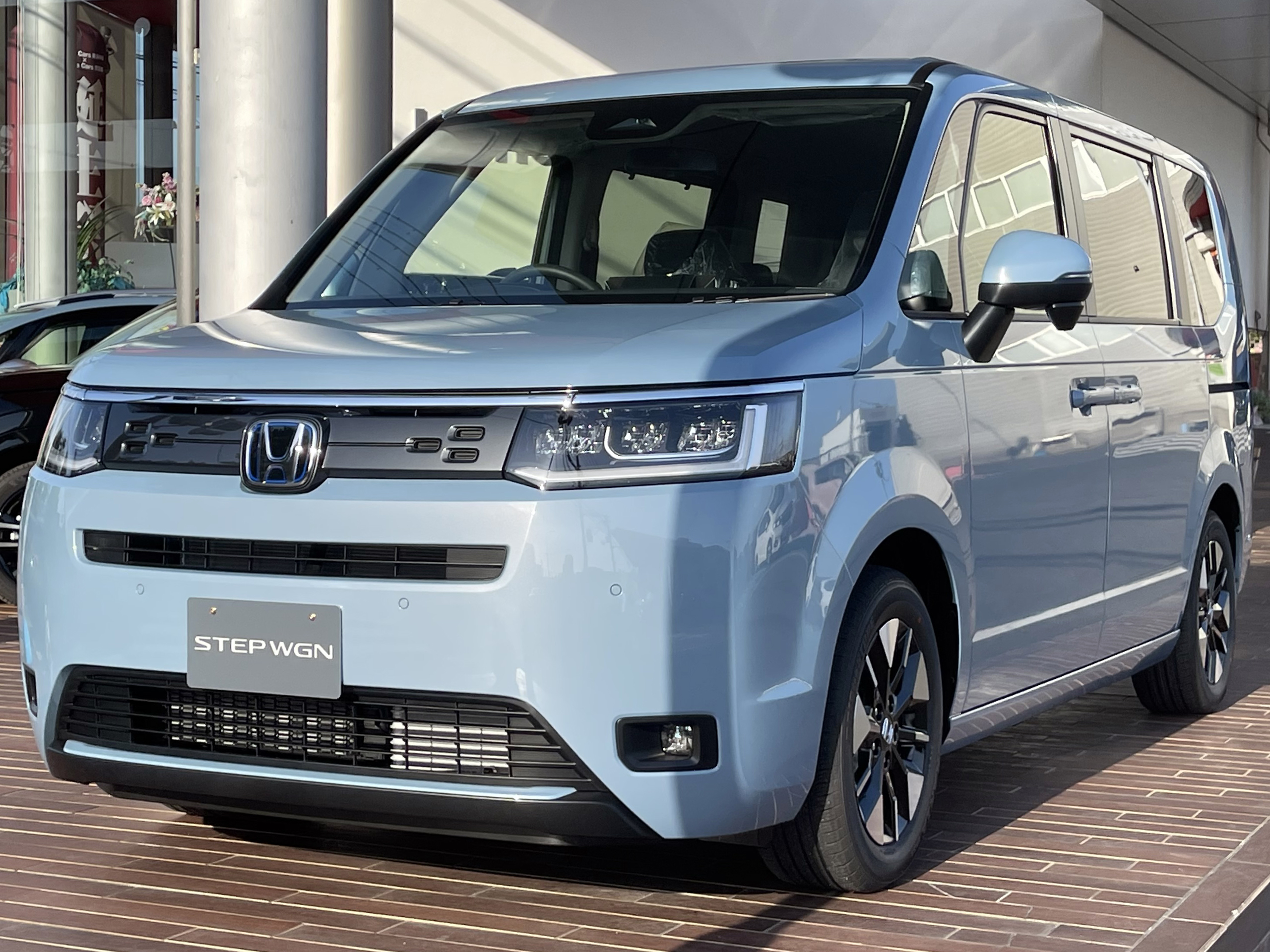
2022 Honda Stepwgn Air
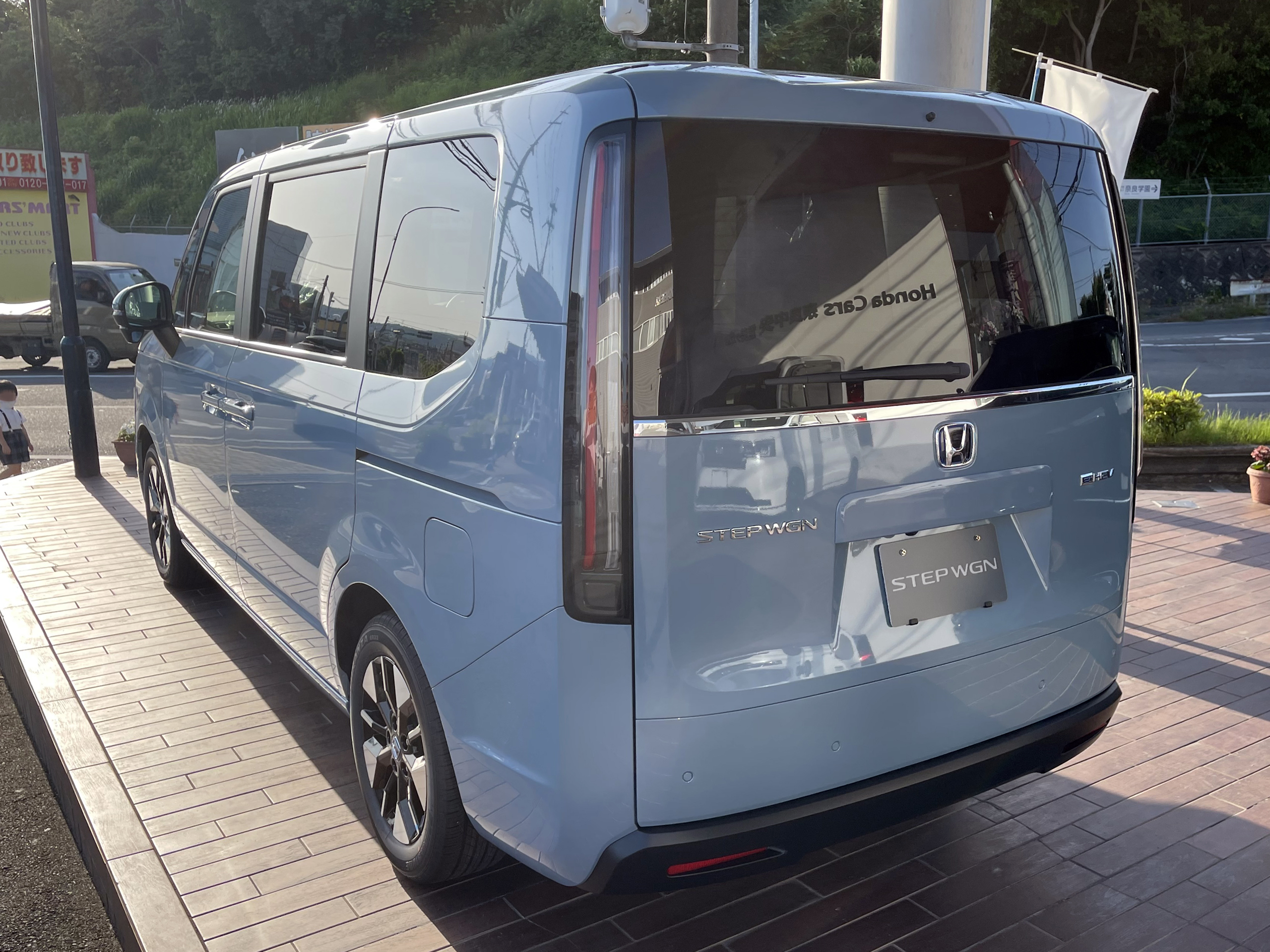
Вид сзади
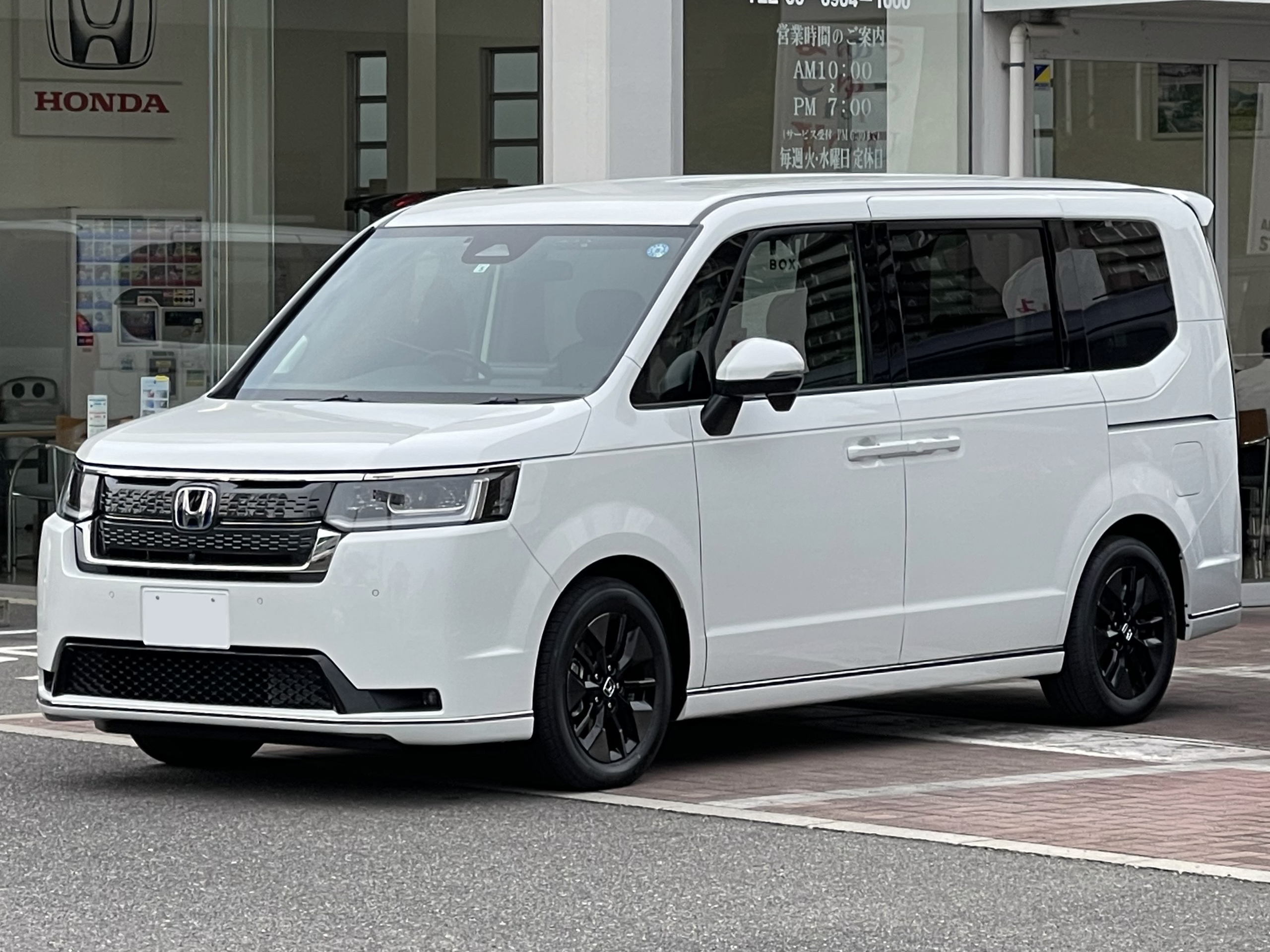
Stepwgn e:HEV Spada
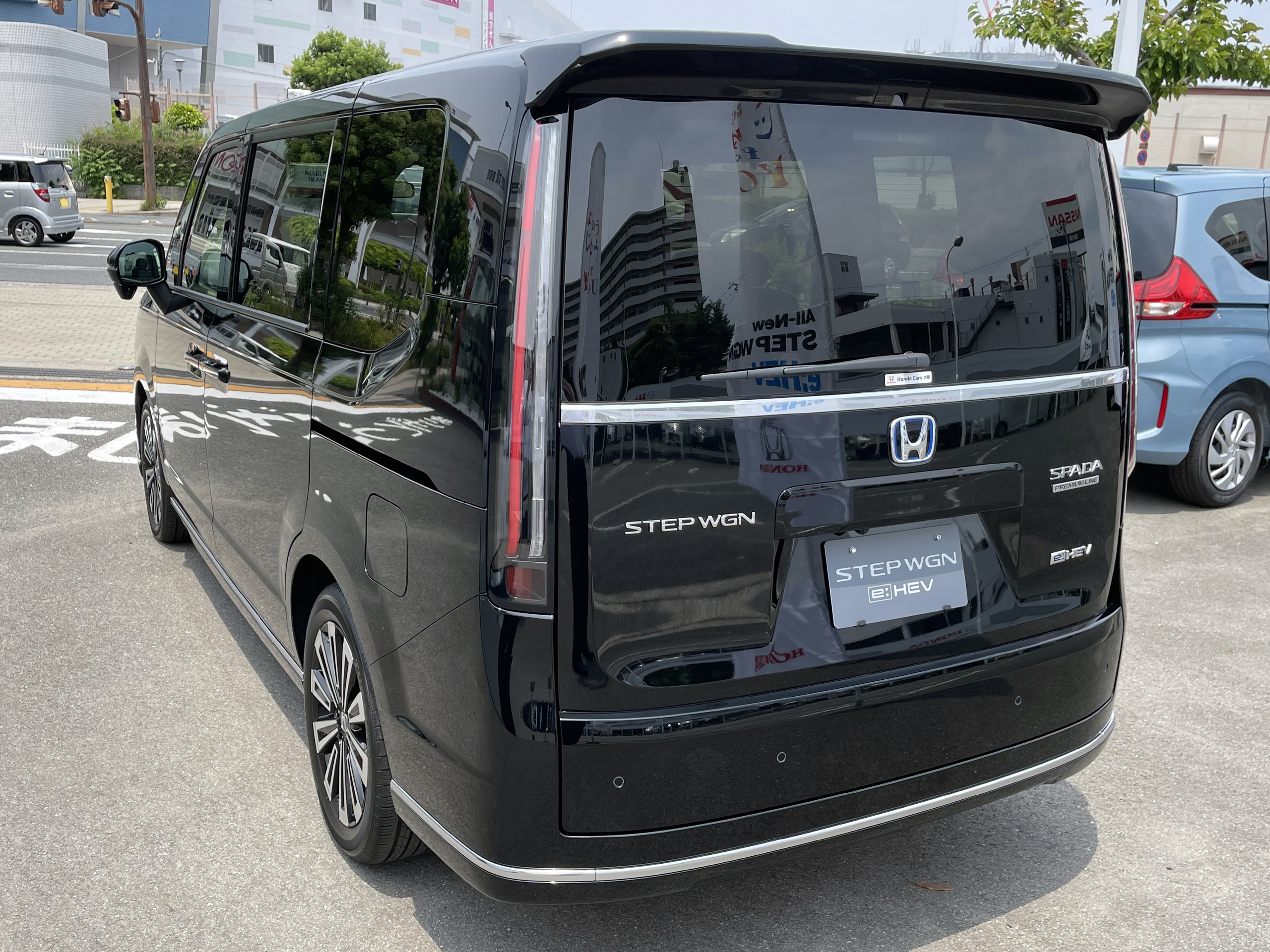
Stepwgn e:HEV Spada Premium Line
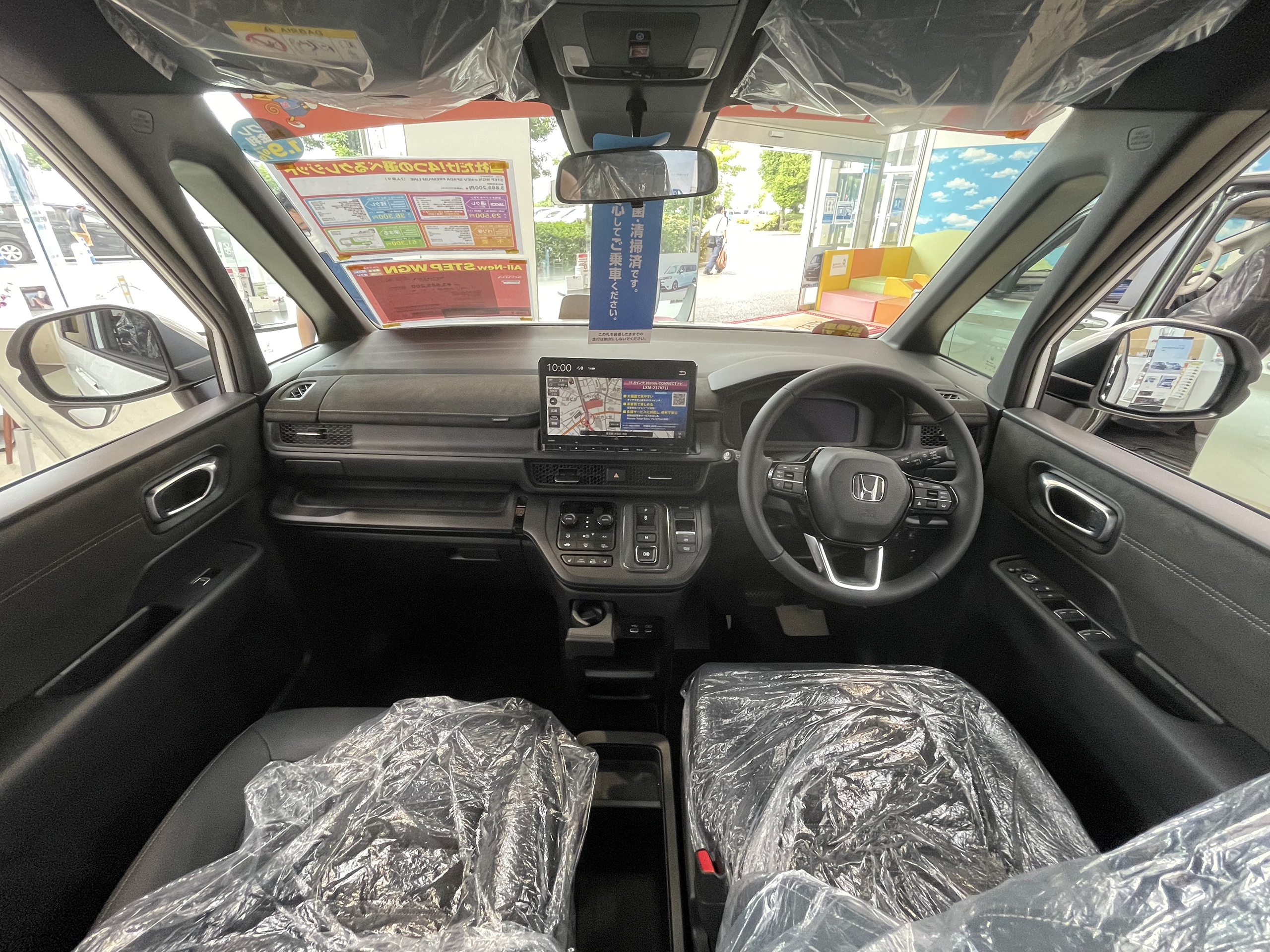
Интерьер

## Продажи
| Год  | Япония  |
| ---- | ------- |
| 1997 | 109,893 |
| 1998 | 93,280  |
| 1999 | 90,495  |
| 2000 | 79,270  |
| 2001 | 110,014 |
| 2002 | 71,128  |
| 2003 | 63,182  |
| 2004 | 46,700  |
| 2005 | 91,745  |
| 2006 | 78,216  |
| 2007 | 55,800  |
| 2008 | 44,441  |
| 2010 | 80,934  |
| 2009 | 43,020  |
| 2010 | 80,934  |
| 2011 | 48,797  |
| 2012 | 63,707  |
| 2013 | 62,206  |
| 2014 | 42,743  |
| 2015 | 53,699  |
| 2016 | 52,472  |
| 2017 | 46,457  |
| 2018 | 56,872  |
| 2019 | 52,676  |
| 2020 | 34,441  |
| 2021 | 39,247  |
| 2022 | 37,966  |
| 2023 | 44,157  |